# Yoshihiko Noda
Yoshihiko Noda (野田 佳彦, Noda Yoshihiko, né le 20 mai 1957 dans la ville de Funabashi, dans la préfecture de Chiba) est un homme d'État japonais, Premier ministre du Japon de 2011 à 2012.
Membre de Chambre des représentants de 1993 à 1996 pour l'ancien 1er district électoral de sa préfecture natale, puis pour sa nouvelle 4e circonscription dès 2000, il est notamment ministre des Finances de 2010 à 2011 dans le gouvernement dirigé par Naoto Kan.
Le 29 août 2011, il est désigné président du PDJ, majoritaire à la Chambre des représentants ; il dirige, au sein de ce même parti, une faction hostile à Ichirō Ozawa, connue pour ses positions réformatrices et libérales, tout en étant conservatrices dans le domaine fiscal. Élu Premier ministre le lendemain par la Diète, il est investi par l'empereur Akihito le 2 septembre suivant.
À l'issue des élections législatives anticipées de 2012, sa formation subit une importante défaite face au PLD. Il présente la démission de son gouvernement dans la foulée de ce scrutin.
En 2024, il est élu président du Parti démocrate constitutionnel et devient alors le chef de l'opposition parlementaire.

## Origines et études
Yoshihiko Noda est le fils d'un soldat de la Force terrestre d'autodéfense, Yoshinobu Noda (野田 善信, Noda Yoshinobu), membre de la 1re Brigade aéroportée stationnée dans la base de Narashino à Funabashi dans la préfecture de Chiba et la banlieue est du Grand Tokyo. Il y naît et y grandit, et a toujours conservé dans son action politique une volonté de faire mieux respecter les Forces japonaises d'autodéfense et de les faire reconnaître comme une armée conventionnelle. Son frère cadet, Takehiko Noda (野田 剛彦, Noda Takehiko, né en 1961), est élu à l'Assemblée municipale de Funabashi depuis 1999.
Il est élève à l'école élémentaire municipale de Yakuendai de 1964 à 1970, puis au collège municipal Ninomiya dans le quartier de Takidai de 1970 à 1973 et enfin au lycée préfectoral de Funabashi de 1973 à 1976. Une fois ses études secondaires terminées, il est admis en avril 1976 au sein de la faculté de science politique et d'économie de l'université Waseda dans l'arrondissement de Shinjuku à Tokyo. Il souhaite à l'époque devenir journaliste, et dit avoir pour modèle le journaliste indépendant Takashi Tachibana. Il est diplômé en science politique en mars 1980.
Il intègre ensuite, dès le mois suivant, la première promotion de l'Institut Matsushita de politique et de management, à Chigasaki dans la préfecture de Kanagawa. Noda y côtoie notamment Ichirō Aisawa, président du Conseil des Affaires de la Diète du Parti libéral-démocrate de 2010 à 2011, Yasutomo Suzuki ou Shin'ya Ono. Il en sort en 1985. Par la suite, il exerce plusieurs petits emplois, donne par exemple des cours privés à domicile ou est inspecteur du gaz de ville avant d'être directeur d'un cabinet de conseil éducatif privé ainsi que secrétaire général d'une organisation pour la politique de la jeunesse.

## Carrière politique

### Élu préfectoral puis première expérience à la Diète
Yoshihiko Noda se présente pour la première fois en avril 1987 à une élection pour obtenir un siège à l'Assemblée préfectorale de Chiba dans le district correspondant à sa ville natale. Menant campagne seul, sans le soutien d'aucun parti ou groupe de pression particulier, il est qualifié par les médias de « candidat perpétuel, jamais gagnant ». Pourtant, il est élu à 29 ans, et même reconduit quatre ans plus tard. De cette époque, il a gardé l'habitude de s'exprimer chaque matin sur les places publiques faisant face aux gares ferroviaires de sa circonscription, au contact de la population, ce qui lui a permis d'obtenir le soutien des électeurs les plus indécis et de lui constituer une base électorale solide,. C'est également durant sa première campagne qu'il rencontre celle qui va devenir son épouse en 1992, Hitomi (仁実), née en 1963 et fille de gérants d'une petite usine originaire de l'arrondissement d'Edogawa à Tokyo, qui lui a été présentée par l'un de ses partisans. Ensemble, ils ont eu deux fils, nés en 1992 et 1995.
Après être resté sans étiquette pendant cinq ans, il adhère à sa fondation en 1992 au Nouveau parti du Japon (NPJ). Celui-ci a été lancé par l'ancien gouverneur de Kumamoto, Morihiro Hosokawa, jusque-là membre du Parti libéral-démocrate (PLD), grand mouvement de droite et conservateur au pouvoir depuis sa création en 1955. Choqué par les scandales politico-financiers qui ont touché ce dernier à partir de la fin des années 1970, Hosokawa fait ainsi dissidence. Il rallie à lui de jeunes élus locaux ou figures de la société civile (telle la présentatrice de TV Tokyo Yuriko Koike), dont plusieurs anciens élèves de l'Institut Matsushita, voulant une réforme profonde du système politique, économique et social sur la base de la libéralisation, de la transparence, de la décentralisation et de la baisse du poids de l'administration d'État.
Yoshihiko Noda se présente sous cette étiquette, et avec le soutien du Nouveau Parti pionnier (autre petit mouvement tout juste créé par de jeunes parlementaires PLD progressistes et appelant à plus de morale et d'idéaux dans la vie politique japonaise, aussi appelé Nouveau parti Sakigake ou NPS) aux élections législatives du 18 juillet 1993, au vote unique non transférable dans l'ancien 1er district de Chiba (soit la ville du même nom et ses environs directs à l'ouest de la préfecture, dont Funabashi) où cinq sièges sont à pourvoir. Dans le cadre d'un scrutin marqué par une forte montée des partis opposés au PLD, et tout particulièrement de ceux centristes, libéraux et réformateurs fondés en 1992 ou 1993 par des dissidents de ce dernier, Noda obtient le meilleur score avec 175 671 voix et 20,54 % des suffrages exprimés. Alors qu'il s'agit de sa première candidature, il bat ainsi les quatre sortants qui se représentaient, dont un qui n'est pas réélu.
Désormais député à la Chambre des représentants, il devient secrétaire général adjoint du NPJ, secondant les secrétaires généraux et numéros 3 du parti successifs Satoshi Arai puis Masuo Matsuoka. Sa formation participe alors à une coalition anti-PLD, anti-communiste formée de sept mouvements (outre le NPJ, il s'agit à gauche ou au centre gauche du Parti socialiste japonais (PSJ), du Parti démocrate socialiste (PDS) et de la Fédération sociale-démocrate (FSD), au centre du NPS et du Kōmeitō d'influence confessionnelle bouddhiste, et au centre droit du Shinseitō) et Morihiro Hosokawa devient Premier ministre. Cette majorité ne dure toutefois que moins d'un an, en raison de l'écart idéologique souvent important entre ses membres et des critiques apportées à l'influence en coulisse du secrétaire général du Shinseitō, Ichirō Ozawa. Morihiro Hosokawa, touché par un scandale financier, doit démissionner en avril 1994 et la coalition éclate le 30 juin 1994. Le PSJ et le Nouveau Parti pionnier rejoignent le PLD dans une Grande Coalition qui porte à la tête du gouvernement le socialiste Tomiichi Murayama. Les autres formations de l'alliance de 1993, dont le NPJ et donc Yoshihiko Noda, rejoignent un nouveau grand parti d'opposition, le Shinshintō ou « Parti de la nouvelle frontière », fondé le 10 décembre 1994.
Aux élections législatives du 20 octobre 1996 (les premières à se faire selon le nouveau mode de scrutin mis en place par la réforme de 1994, remplaçant le vote unique non transférable par un système mixte unissant scrutin uninominal majoritaire à un tour dans 300 circonscriptions et proportionnelle de liste dans onze blocs législatifs correspondant plus ou moins aux régions géographiques japonaises), Yoshihiko Noda tente de conserver son siège. Il est candidat sous l'étiquette du Shinshintō au vote majoritaire dans le nouveau 4e district électoral de la préfecture de Chiba, soit uniquement sa ville natale de Funabashi. Il est concurrencé par le candidat du récemment créé Parti démocrate du Japon (PDJ, unissant des dissidents du PSJ et du NPS ayant choisi de quitter la Grande Coalition et donc de retourner dans l'opposition, défendant le principe d'une « troisième voie » sur le modèle de Bill Clinton aux États-Unis et de Tony Blair au Royaume-Uni, et partageant sensiblement le même électorat que le Shinshintō). Il est alors battu de peu (105 votes et 0,05 points d'écart) par le candidat PLD Akikazu Tanaka, avec 73 687 voix et 31,94 % des suffrages exprimés.

### Retour à la Diète et ascension
Yoshiko Noda ne reste toutefois hors du Parlement que le temps d'une législature, de 1996 à 2000. Le Shinshintō ayant explosé en décembre 1997, il a rejoint entre-temps le PDJ, devenu désormais la première force d'opposition au PLD. Aux élections législatives du 25 juin 2000, c'est donc sous cette nouvelle étiquette qu'il retente sa chance contre Akikazu Tanaka dans le 4e district de Chiba. N'ayant pas cette fois à souffrir de la concurrence d'un autre candidat sérieux de l'opposition non-communiste, il l'emporte largement avec 116 156 voix et 47,27 % des suffrages, contre 76 067 et 30,96 % au sortant Tanaka.
Il occupe ensuite très vite des responsabilités au sein de l'opposition. Le 8 septembre 2001, il est nommé par le président du mouvement, Yukio Hatoyama, au sein du « Cabinet suivant » ou Next Cabinet (ネクスト・キャビネット, Nekusuto Kyabinetto), le cabinet fantôme du Parti démocrate du Japon. Il le reste jusqu'au 30 septembre 2002. Chargé de la Réforme réglementaire et administrative, il se confronte régulièrement au ministre titulaire de cette question dans le premier gouvernement de Jun'ichirō Koizumi, à savoir Nobuteru Ishihara.

#### Chef de file de la jeune garde du PDJ
Au sein du PDJ, il se rapproche dès son retour à la Diète en 2000 des autres membres d'une génération d'hommes politiques rassemblés par leurs convictions politiques réformatrices, libérales sur le plan économique mais aussi par leur volonté de rajeunir la direction du parti, dont plusieurs autres anciens élèves de l'Institut Matsushita (Seiji Maehara ou Shigefumi Matsuzawa) ou ex-NPJ (Yukio Edano). Leur but est ainsi de ne pas laisser une trop forte mainmise sur le PDJ aux « baby boomers » comme Naoto Kan (tout en restant toutefois plus proche de ce dernier que des autres, en raison de son passé d'activiste étudiant et citoyen et de son image d'homme politique pouvant s'imposer face aux hauts-fonctionnaires) et Yukio Hatoyama ou aux vétérans ayant déjà connu une longue carrière au sein de l'un des deux grands partis du « système 1955 » (le PLD, comme Tsutomu Hata, et le PSJ, comme Takahiro Yokomichi). Yoshihiko Noda rejoint ainsi le groupe de pression, ou « faction », fondé en 1999, appelé « Comité des meilleurs amis » (高朋会, Kōhōkai). Il en devient l'un des principaux animateurs, avec Seiji Maehara.
À l'approche de l'élection à la présidence du PDJ du 23 septembre 2002, à laquelle se présentent le sortant Yukio Hatoyama, le secrétaire général Naoto Kan et le vétéran socialiste Takahiro Yokomichi, le Kōhōkai souhaite investir un candidat de la jeune génération. Il envisage un temps de soutenir le Secrétaire général du Cabinet suivant Katsuya Okada, certes un ancien membre du PLD mais relativement jeune (50 ans), mais celui-ci finit par décliner l'offre et se range aux côtés de Hatoyama. Le « Comité des meilleurs amis » explose alors entre plusieurs candidatures rivales, Yoshihiko Noda et Seiji Maehara annonçant tous deux le 31 juillet 2002 leur volonté de se présenter, le premier reprochant surtout au second de ne pas pouvoir rassembler au-delà de la seule « jeune génération » et se voulant également le candidat de l'aile droite, tandis que Maehara maintient une position plus modérée, notamment concernant les questions de société ou le nationalisme. Tous deux fondent alors, sur les restes du Kōhōkai, à partir de leurs réseaux de soutiens locaux ou nationaux et de personnalités d'autres origines, leurs propres factions. Ainsi Yoshihiko Noda crée le « Comité des Hommes au but élevé » (志士の会, Shishi no kai), en référence à l'« Ishin Shishi » (維新志士), groupe de patriotes de la fin de l'époque d'Edo, favorables au pouvoir de l'empereur et hostiles au bakufu, qui participa activement à l'avènement de la révolution Meiji. La faction Noda s'élargit et se rebaptise en 2006 en « Comité des fleurs épanouies » (花斉会, Kaseikai), renvoyant cette fois au slogan de la campagne des cent fleurs menée par Mao Zedong de février à juin 1957 (visant à libéraliser partiellement le régime afin d'affaiblir le poids de la direction en place du PCC) : « Que cent fleurs s'épanouissent, que cent écoles rivalisent ! ».
Face à un risque de dispersion des voix, renforcé par l'entrée dans la campagne également de Shigefumi Matsuzawa et de Takashi Kawamura, des discussions sont vite entamées afin de revenir à une candidature unique. Après plusieurs échecs, Maehara et Noda, les deux favoris de ce camp (ayant tous deux réussis à réunir au moins vingt signatures de parlementaires démocrates, seuil minimal pour qu'une candidature soit validée), finissent par se mettre d'accord le 29 août 2002 pour que seul l'un des deux se présente et pour entamer des discussions afin de décider lequel, tandis que le jour même Kawamura se retire faute d'avoir pu obtenir les vingt soutiens nécessaires et appelle à voter pour Naoto Kan (Matsuzawa l'avait déjà fait la semaine précédente, apportant son soutien à Noda). Un « Comité des volontaires pour créer un PDJ de seconde génération » (第二期民主党をつくる有志の会, Dai-ni-ki Minshutō o tsukuru yūshi no kai) est mis en place pour faire le lien entre les factions Noda et Maehara et faire en sorte que celles-ci investissent un candidat commun représentant les intérêts de la « jeune garde » à chaque élection présidentielle. Et c'est finalement Yoshihiko Noda qui est investi le 2 septembre tandis que Seiji Maehara devient l'un des piliers de sa campagne.
Bien que jusqu'alors relativement peu connu du grand public, il se fait remarquer durant la campagne pour ses talents d'orateur. De tous les candidats, il est celui qui se montre le moins critique à l'égard des réformes structurelles prévues par le gouvernement de Jun'ichirō Koizumi, tout en reprochant au Premier ministre de « ne pas avoir le sens de la rapidité » dans l'application de cette politique. De plus, il met l'accent sur la nécessité de réformer la Constitution du Japon, et surtout son article 9 par lequel le pays renonce à son « droit de belligérance », afin d'y inclure la possibilité de recourir au principe d'auto-défense collective (à savoir assurer la sécurité de l'archipel par la coopération, notamment avec les États-Unis mais aussi à l'échelle asiatique, en contrepartie d'une intervention directe du Japon dans des opérations internationales sous couvert uniquement de l'ONU). Il partage la même vision à ce sujet que Yukio Hatoyama, mais s'oppose à Naoto Kan et à Takahiro Yokomichi qui eux veulent maintenir l'aspect pacifiste de la constitution. Noda se place en troisième position avec 182 votes, derrière Hatoyama (294 voix) et Kan (221 suffrages), qui se qualifient pour un second tour, mais devant les 119 suffrages de Takahiro Yokomichi. 44 parlementaires, dont les votes comptent doubles, sur 183 se sont portés sur Noda (soit seulement un de moins que pour Kan) de même que 22 candidats investis pour les prochaines élections sur 83 (autant que pour Kan et trois de moins que pour Hatoyama), 5 des 47 délégués des élus locaux (dont celui de la préfecture de Chiba, il obtient pour ce collège électoral le moins bon score des quatre candidats) et 67 sur 320 grands électeurs portant la voix des militants (au sein desquels il a recueilli 33 012 votes et 20,97 % des suffrages, obtenant ses meilleurs scores à Chiba, avec 56,99 % des suffrages exprimés et 10 grands électeurs sur 15, et à Shizuoka, avec 68,78 % et 7 points sur 9). Yukio Hatoyama est réélu au deuxième tour. Yoshihiko Noda refuse le 25 septembre le poste de président du Comité de recherche politique (troisième instance du parti, après la présidence et le secrétariat général, chargé de l'élaboration du programme) qui lui a été proposé. À la place, il prend un poste plus discret au sein de la direction, soit la présidence de la Commission des manifestations publiques du parti. De plus, la jeune garde critique fortement le choix de Hatoyama de porter un vétéran de l'ancien PDS, âgé de 61 ans, Kansei Nakano, au secrétariat général. Après de mauvais résultats lors d'élections partielles et la révélation que Yukio Hatoyama a tenté de négocier l'absorption dans le PDJ d'autres petits partis d'opposition, dont surtout le Parti libéral d'Ichirō Ozawa, sans en référer au Comité directeur, Yoshihiko Noda fait partie des plus actifs membres du mouvement à demander sa démission de la présidence, ce qui est chose faite le 3 décembre 2002.
Pour l'élection de son successeur, à laquelle ne participent que les seuls parlementaires, les partisans du « PDJ de seconde génération » n'ont pas le temps de choisir une candidature commune, si bien que ni Yoshihiko Noda ni Seiji Maehara ne s'investissent officiellement derrière aucun des deux candidats, même si un des membres du groupe Noda, le député Kōichi Takemasa, se retrouve parmi les soutiens de Katsuya Okada par solidarité générationnelle. Il est à noter que, par la suite, Noda et ses partisans vont faire partie des principaux alliés de Katsuya Okada durant sa présidence de mai 2004 à septembre 2005. Après l'absorption dans le PDJ du Parti libéral le 26 septembre 2003, les membres de la jeune garde de l'aile droite réformatrice (les factions Maehara et Noda mais aussi certaines figures du groupe Hata tels que Katsuya Okada et Shinji Tarutoko) se trouvent un nouveau point commun : leur opposition à Ichirō Ozawa. Ils reprochent à ce dernier tant ses méthodes, considérées comme l'archétype même de la manière traditionnelle de faire de la politique (à savoir des réseaux d'influences organisés en coulisse) héritée du « système 1955 » et de l'époque de l'ancien Premier ministre Kakuei Tanaka (qui fut le mentor d'Ozawa), que certaines de ses idées politiques (Ozawa renforce en effet l'aile conservatrice du PDJ et reste notamment, dans une certaine mesure, attaché au maintien d'un certain niveau de dépenses dans le domaine des travaux publics ou des allocations aux agriculteurs afin de soutenir le développement des régions rurales). Kōzō Watanabe, l'une des figures morales de l'aile droite du parti et l'autre dirigeant de la faction Hata, décide de les soutenir afin d'en faire la relève du mouvement et les réunit dans un groupe qu'il surnomme les « Sept magistrats (ja) » (七奉行, Nana Bugyō), comprenant, outre Noda, les quatre principales figures de la faction Maehara que sont Seiji Maehara, Yukio Edano, Yoshito Sengoku et Koichirō Genba, ainsi que Katsuya Okada et Shinji Tarutoko (qui finit par se rapprocher d'Ichirō Ozawa).

#### Responsable des Affaires de la Diète et des questions financières
Naoto Kan, élu président en décembre 2002, nomme Yoshihiko Noda au poste de président du Comité des Affaires de la Diète. Il reste en place jusqu'au départ de Kan de la présidence le 19 mai 2004. Noda décide d'adopter une stratégie légèrement différente de celle précédemment mise en place par le PDJ. Ainsi, plutôt que de jouer sur la menace de boycotter les sessions parlementaires afin de forcer la majorité à accepter les recommandations de l'opposition, il préfère mettre l'accent sur la mise en difficulté des ministres et dirigeants des partis au pouvoir lors des séances publiques de la Diète. Pour ce faire, il met en avant des jeunes parlementaires qui, tout comme lui, se sont fait élire grâce à leurs discours en public, affirmant que : « Nous avons beaucoup de jeunes gens avec de bonnes capacités d'orateurs ». Il milite tout particulièrement pour que le candidat nommé pour devenir le nouveau gouverneur de la Banque du Japon au printemps 2003, Toshihiko Fukui, vienne témoigner devant la Diète avant que celle-ci ne confirme son entrée en fonction.
Noda est largement réélu aux élections législatives du 9 novembre 2003 député du 4e district de Chiba, avec 135 522 voix et 55,77 % des suffrages exprimés. Après la démission de Naoto Kan, touché par le scandale dit des « retraites », en mai 2004, il soutient Katsuya Okada pour lui succéder. Et lorsque ce dernier est réélu président du PDJ pour un mandat plein de deux ans en septembre suivant, Yoshihiko Noda revient au Cabinet suivant, le cabinet fantôme, en tant que « ministre suivant » des Finances, contrant Sadakazu Tanigaki. Il est ainsi l'un des rédacteurs de la partie financière du programme du PDJ pour les élections législatives à venir. Étant lui-même un conservateur fiscal, il l'oriente vers la défense de profondes coupes budgétaires, prévoyant de réduire les dépenses de l'État de 10 000 milliards de yens en 3 ans, avec notamment la réduction du nombre de représentants à la Diète du Japon de 80, la suppression du système de retraites séparé des parlementaires, la diminution des coûts de personnel des fonctionnaires du gouvernement central de 20 % et la réduction du poids des entreprises publiques en passant par des privatisations (le PDJ soutenant alors la privatisation de la poste, en allant sur certains points plus loin que la majorité). Le PDJ promet également dans son manifeste de ne pas augmenter les impôts tant que le « gaspillage » n'aura pas été résorbé, et d'utiliser les fonds ainsi sauvés pour financer la sécurité sociale et tout particulièrement le système de retraites (prévoyant également de réformer celui-ci et de consacrer les revenus d'une taxe sur la consommation « spéciale » à son financement). Aux élections législatives du 11 septembre 2005, marquées par une nette victoire du PLD sur fond de véritable plébiscite de Jun'ichirō Koizumi et de ses réformes, Yoshihiko Noda est à nouveau réélu, mais de peu. Ayant face à lui un jeune « assassin » (un des candidats médiatiques avancés par la majorité pour contrer les poids lourds de l'opposition) de 36 ans, Mikio Fujita, il ne le devance que de 944 voix et 0,33 points. Il obtient 129 834 votes et 44,9 % des suffrages exprimés.
Après le mauvais résultat du PDJ à ce scrutin, Katsuya Okada démissionne de la présidence. À l'occasion de l'élection de son successeur le 17 septembre 2005, Yoshihiko Noda, comme l'ensemble des deux factions du « Comité pour un PDJ de seconde génération » et des « Sept magistrats », soutient naturellement Seiji Maehara. Et lorsque ce dernier, contre toute attente, remporte le vote face à Naoto Kan par 96 voix de parlementaires contre 94, il confie à nouveau à Yoshihiko Noda la présidence du Comité des Affaires de la Diète. Il est ainsi l'un des principaux acteurs de la nouvelle stratégie mise en place, dite de la « Route des contre-propositions » (対案路線, Taian Rosen), consistant à ne pas se contenter de réagir aux projets ou propositions de loi déposés par la majorité en s'y opposant ou en y émettant des réserves, mais à présenter à chaque fois des contre-propositions précises afin de démontrer la capacité à gouverner du principal parti d'opposition,. Mais Noda se fait surtout remarquer dans les mois suivants pour avoir soutenu le principe des visites par le Premier ministre au sanctuaire Yasukuni, où la mémoire de plusieurs criminels de guerre de classe A est honorée, alors même que Seiji Maehara et le PDJ avaient affirmé leur opposition officielle à de telles visites. En effet, Noda déclare dans un rapport d'enquête remis au gouvernement le 17 octobre 2005 que la théorie selon laquelle le chef du gouvernement ne devrait pas se rendre dans ce sanctuaire est « illogique » car, selon lui, les criminels de guerre en question ont déjà été amnistiés par quatre résolutions parlementaires. Cette prise de position vaut au PDJ de recevoir des protestations de la république populaire de Chine.

#### Légère mise en retrait jusqu'à la victoire du PDJ
Il doit démissionner de son poste au sein de la direction le 28 février 2006 pour porter la responsabilité de l'affaire du « faux e-mail ». Le 16 février précédent, un député démocrate, Hisayasu Nagata, déclare lors d'une réunion de la Diète avoir en sa possession un e-mail qu'il dit être signé par le président du fournisseur d'accès à Internet Livedoor, Takafumi Horie (proche de la majorité et alors en plein démêlés avec la justice), dans lequel celui-ci demande que son entreprise verse 30 millions de yens à l'un des fils de Tsutomu Takebe, secrétaire général du PLD de l'époque. Si l'intéressé et la majorité démentent, tandis que le bureau des procureurs publics du district de Tokyo (chargés de l'enquête) déclare le jour même ne pas savoir si cet e-mail existe véritablement et si les accusations de Nagata sont vraies, et que des inquiétudes s'élèvent à l'intérieur même du PDJ quant à la difficulté de prouver l'authenticité du message électronique, la direction du parti soutient jusqu'au bout les déclarations de ce parlementaire. Mais dès le 28 février suivant Nagata doit admettre que le courrier électronique en question était un faux, poussant le jour même Noda à démissionner et à s'excuser, déclarant : « J'ai échoué à contrôler suffisamment les évènements […]. J'ai fait une erreur de jugement ». L'affaire a de telle répercussions sur la popularité du parti que Seiji Maehara doit lui-même abandonner la présidence le 31 mars 2006. Cela affaiblit pendant un temps l'influence au sein du mouvement du « Comité pour un PDJ de seconde génération », qui n'investit aucun candidat aux élections présidentielles tenues le 7 avril (lors de laquelle Ichirō Ozawa est élu face à Naoto Kan) et le 25 septembre 2006 (Ozawa étant réélu, sans aucun adversaire face à lui, pour un mandat plein de deux ans).
Par la suite, il retrouve certaines responsabilités mais à un moindre niveau sous la présidence d'Ozawa (duquel il apparaît, avec Seiji Maehara ou Katsuya Okada, comme l'un des principaux opposants internes), devenant en août 2007, et jusqu'en septembre 2008, président de la commission des relations publiques du PDJ. Il dirige également un groupe de réflexion sur les sciences et technologies placé sous l'autorité du Premier ministre, et à ce titre est l'un des rédacteurs de la loi sur la « défense spatiale » votée en mai 2008. Celle-ci autorise l'utilisation de l'espace dans un but défensif, prévoyant l'augmentation des dépenses dans le développement des fusées et satellites à la suite de la destruction par la Chine en 2007 d'un satellite météorologique lors d'un test militaire. Le texte précise également que le Japon doit renforcer sa propre industrie aérospatiale, « développer, lancer, suivre et exploiter de manière autonome ses propres satellites » et se doter de satellites espions de meilleure résolution. Pour Noda, cette réforme ne contredit pas la constitution pacifiste du Japon, déclarant : « Ce n'est pas comme si nous étions sur le point de lancer une expansion militaire dans l'espace ». Yoshihiko Noda envisage un temps à la fin du mois d'août de se présenter contre Ichirō Ozawa à l'élection présidentielle du parti de septembre 2008 (tout en ayant dès le départ peu d'illusions sur ses chances de succès), mais il doit se rétracter deux jours seulement après avoir lancé l'idée face aux réticences de sa propre faction à le soutenir. Il est ainsi le dernier représentant de la « jeune garde » et du camp « anti-Ozawa », après successivement Katsuya Okada, Seiji Maehara et Yukio Edano, à penser à une candidature avant d'y renoncer, et Ichirō Ozawa est à nouveau réélu sans aucune opposition.
Après l'arrestation en mars 2009 du secrétaire en chef d'Ichirō Ozawa pour avoir accepté illégalement de l'argent d'un grand groupe de construction et la baisse dans les sondages du PDJ alors que jusqu'alors il semblait certain d'emporter les prochaines législatives, Noda fait partie de ceux qui appellent Ozawa à démissionner et à un renouvellement de la direction. Dans ce cadre, il apparaît à nouveau comme un possible candidat pour lui succéder, et précise sa pensée au sujet des thèmes sur lesquels le parti doit se focaliser pour les élections devant avoir lieu avant la fin de l'année. Ainsi, le 30 mars, il affirme que le point qui sépare le plus le PLD du PDJ reste le fait que ce dernier souhaite plus développer la sécurité sociale, et appelle dans ce domaine à un « New Deal humain ». Il défend également que soit inclus dans le programme le projet d'augmenter le taux de la taxe sur la consommation afin de financer les mesures promises par le parti, une hausse que Ozawa a toujours refusée. Lorsque ce dernier finit par démissionner le 11 mai 2009, il décide plutôt, comme Seiji Maehara et l'ensemble du « Comité pour un PDJ de seconde génération », de soutenir Katsuya Okada à l'élection présidentielle devant se tenir cinq jours plus tard contre celui qui se présente dans un souci de continuité avec la direction sortante, Yukio Hatoyama. Le premier est battu par le second, qui l'emporte par 124 voix de parlementaires contre 95. Malgré cela, Yoshihiko Noda est nommé secrétaire général adjoint (secondant d'ailleurs Katsuya Okada) et est actif dans la campagne pour les élections législatives du 30 août 2009. Celles-ci voient la nette victoire du PDJ, qui obtient à lui seul 308 sièges sur 480. Noda est lui-même réélu très largement dans le 4e district de Chiba contre le même adversaire PLD qu'en 2005, Mikio Fujita. Il obtient en effet 162 153 voix et 53,64 % des suffrages exprimés face à quatre candidats.

### Membre des gouvernements démocrates

#### Vice-ministre des Finances

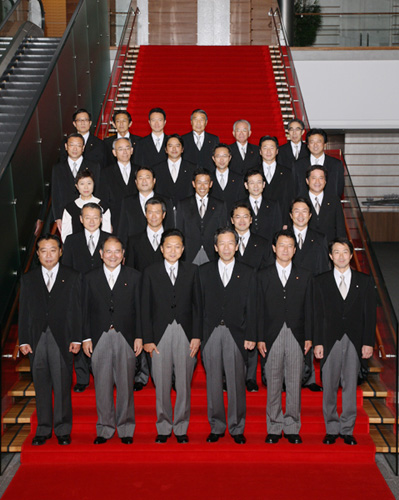
Photo commémorative des vice-ministres du gouvernement Hatoyama le 18 septembre 2009. Yoshihiko Noda est en bas à gauche.

Il est pressenti par les médias et les analystes politiques pour faire son entrée dans le 93e Cabinet du Japon formé le 16 septembre 2009 par Yukio Hatoyama, mais n'obtient finalement aucun portefeuille ministériel, ni aucun des membres de sa faction. Il fait toutefois partie du gouvernement en étant nommé deux jours plus tard premier vice-ministre des Finances, aux côtés du ministre Hirohisa Fujii puis, après le 7 janvier 2010, du vice-Premier ministre Naoto Kan. Il le reste jusqu'à la démission de Yukio Hatoyama et de son administration le 4 juin 2010.
À ce titre, du fait des problèmes de santé de Fujii et de l'engagement de ce dernier pendant les derniers mois de l'année 2009 dans l'élaboration du budget 2010, il a représenté son ministère lors de quelques sommets internationaux, malgré le fait qu'il ne parle pas anglais. Il a ainsi participé à la réunion des ministres chargés des Finances des pays du G20 tenue à Saint Andrews, en Écosse, en novembre 2009. Il déclare par la suite que cette expérience l'a conforté dans sa conviction selon laquelle il serait nécessaire de traiter en priorité la réduction de la dette publique du Japon. Pour ce faire, il défend la promesse électorale du parti démocrate de plafonner l'émission des obligations à 44 billions de yens (ce qu'il appelle le « nombre magique pour le PDJ »),, objectif qui n'est dépassé que de peu dans le budget 2010 (qui prévoit 44,3 billions de yens, ce qui devient pour Noda le nouveau montant de référence à ne pas dépasser à l'avenir, que ce soit à travers tout budget supplémentaire qui serait voté durant l'année fiscale 2010 ou pour les lois de finance des années à venir). Il émet de plus certaines réserves à l'égard de certaines réformes, notamment celle du système postal menée par le président du Nouveau Parti du peuple (un des partenaires de coalition du PDJ) Shizuka Kamei qui prévoit non seulement d'interrompre le processus de privatisation de la poste entamé depuis 2007, mais en plus d'accroître ses activités ainsi que le plafond des montants pouvant être déposés par les particuliers sur les comptes épargnes postaux. Ainsi, le 25 mars 2010, Yoshihiko Noda déclare à ce sujet : « Il est à craindre que les entreprises du secteur privé soient compressées [par une compagnie postale ainsi réformée]. […] Nous devons être très prudents ».
Il s'occupe également de la situation du forex et notamment de la hausse du yen par rapport au dollar américain qui affaiblit les exportations japonaises et menace de grever la croissance. Bien qu'attaché à l'indépendance de la Banque du Japon, il demande à cette dernière de mieux expliquer les mesures qu'elle décide en matière de politique monétaire (tandis qu'il est présent aux différents réunions de la Banque du Japon) et l'appelle à plusieurs reprises à mettre en place plus de mesures pour soutenir l'économie en luttant contre la déflation. Il s'oppose toutefois à cette époque à toute intervention directe du Japon sur le marché des changes. D'autre part, il demande à la république populaire de Chine de libérer les cours du yuan, position qu'il défend à la réunion du G20 de Saint Andrews en ces termes : « Il est désirable que le yuan soit flexible ».
Lorsque Hirohisa Fujii finit par démissionner du poste de ministre des Finances le 6 janvier 2010, Noda est vu par les commentateurs politiques comme l'un des plus probables candidats à sa succession, aux côtés du ministre de la Revitalisation du gouvernement Yoshito Sengoku et de Naoto Kan. C'est finalement ce dernier, qui compense son manque d'expérience et de prise de position passée sur les questions financières et macro-économiques par son poids au sein du gouvernement et du parti et par son rôle dans la mise au point du budget 2010, qui est choisi. Noda se rapproche alors de Naoto Kan, qui défend tout comme lui une politique de restriction budgétaire (comme le fait de se fixer officiellement comme objectif de ne pas émettre plus de 44,3 billions de yens d'obligations par année fiscale ou d'envisager dès cette époque d'ouvrir un débat sur la hausse de la taxe sur la consommation, ce que Noda défend depuis longtemps mais que Yukio Hatoyama refuse de faire durant cette législature) et de lutte contre la déflation (tout allant plus loin que Noda dans ses attaques contre la Banque du Japon et dans sa volonté d'intervenir sur les marchés des changes). De même, Noda reste actif pour limiter l'influence du secrétaire général et ancien président Ichirō Ozawa, surtout après son implication dans de nouveaux scandales politico-financiers. Il participe ainsi à partir de janvier 2009 à la résurrection du groupe des « Sept magistrats » (七奉行, Nana Bugyō) qui recommence à se réunir dans le but de soutenir la position de Yukio Hatoyama et de faire en sorte que celle-ci ne soit pas déstabilisée par les affaires.
Après la démission de Yukio Hatoyama à la suite de son échec dans sa tentative de respecter la promesse de campagne de faire sortir les troupes américaines de la base de Futenma à Okinawa et du fait de sa très forte impopularité, causée notamment par des scandales politico-financiers, Noda et ses alliés traditionnels du camp anti-Ozawa, Seiji Maehara ou Katsuya Okada, soutiennent son ministre de tutelle dans sa candidature au poste de président du PDJ et donc de Premier ministre. En échange, ils obtiennent de ce dernier la promesse que, une fois élu, il s'attacherait à limiter l'influence du « shogun de l'ombre » Ichirō Ozawa. Naoto Kan déclare d'ailleurs à propos d'Ozawa : « Je pense qu'il serait mieux pour lui, les Japonais et le parti qu'il se tienne tranquille au moins pour un temps ». Une fois élu le 4 juin 2010, les factions de l'aile droite réformiste libérale et anti-Ozawa, à savoir le « Comité pour un PDJ de seconde génération », ainsi que l'essentiel des « Sept magistrats » (sauf Shinji Tarutoko), deviennent les piliers sur lesquels le nouveau Premier ministre s'appuie pour gouverner et le parti, et le pays. Ils deviennent également ses principaux soutiens lors de la nouvelle élection présidentielle du PDJ tenue le 14 septembre 2010, qui l'oppose cette fois directement à Ichirō Ozawa.

#### Ministre des Finances

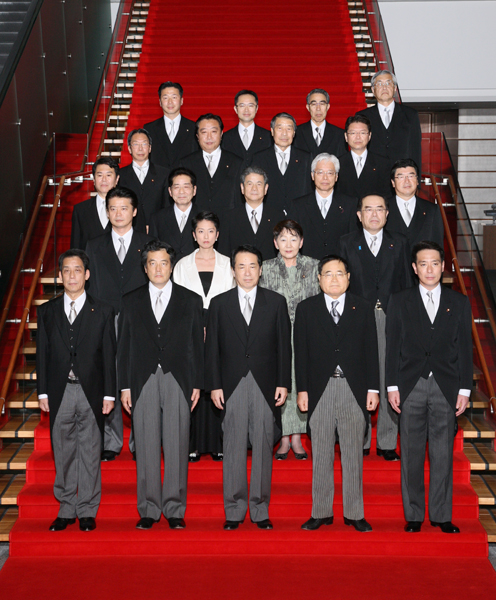
Photo de famille du Gouvernement Kan le 8 septembre 2010. Yoshihiko Noda est sur la quatrième rangée, deuxième place en partant de la gauche.

Lorsque Naoto Kan est officiellement nommé Premier ministre par l'empereur et forme son gouvernement, il nomme Yoshihiko Noda pour lui succéder au ministère des Finances. Il est de plus l'un des rares ministres à être maintenus à leur poste (six sur dix-sept) lors du remaniement de Cabinet effectué le 17 septembre 2010, trois jours après la réélection de Kan à la présidence du PDJ. Son but est de concrétiser les prises de position du nouveau chef de gouvernement en matière de politique financière, basées sur une approche plus pragmatique quant à l'application des promesses électorales de 2009 afin de répondre à la lutte contre les déficits.

##### Rigueur budgétaire
Le 9 juin 2010, lors de sa première conférence de presse en tant que ministre et à quelques jours de la présentation du programme électoral du PDJ en vue du renouvellement de la moitié de la Chambre des conseillers du 11 juillet 2010, il confirme sa volonté de plafonner l'émission des obligations à 44,3 billions de yens, de lancer une discussion transpartisane sur la hausse de la taxe sur la consommation et de réduire les dépenses. Concernant le premier sujet, il affirme en effet : « Les obligations gouvernementales sont généralement vendues sur le marché domestique, ce qui crée un certain sentiment de stabilité, mais le montant de la dette publique est réellement grave […] Le Japon doit gérer ses finances avec un sentiment d'urgence ». Au sujet de la réforme fiscale, il précise que le PDJ s'est engagé en 2009 à ne pas augmenter la taxe sur les ventes durant cette législature, mais pas qu'il n'ouvrirait pas une réflexion à ce sujet. Il estime ainsi que : « En fonction des résultats de [ces] discussions, il s'agira de proposer [ensuite une telle hausse] à la population dans le cadre d'élections législatives ». De plus, il affirme que la réforme d'autres revenus fiscaux doit être mis étudiée, notamment celle de la taxe sur les entreprises (dans le but de la diminuer afin de favoriser l'investissement privé et de renforcer la compétitivité des compagnies). Pour ce qui est de la rigueur budgétaire, il envisage de réduire les dépenses en réintroduisant un plafond aux demandes de crédits budgétaires des ministères (plafond qui avait été supprimé par la nouvelle administration démocrate à la fin de l'année 2009 et qui avait permis aux administrations centrales de requérir un montant total de 95 billions de yens, que le gouvernement avait eu du mal à réduire aux 92,3 billions du budget 2010, ce qui constitue déjà un record). Il déclare de même que des coupes sévères sont inévitables dans certains domaines : « Réduire les dépenses inutiles est une évidence. De plus, parce que nous avons des sources de financement limitées, il est possible que nous couperons les budgets pour certaines choses nécessaires », sans plus préciser la nature de ces dernières. Plus tard, le 19 juin suivant, il précise qu'une hausse de la taxe sur la consommation doit être conditionnée à une réduction préalable des dépenses, notamment par la diminution du nombre de fonctionnaires et des parlementaires. 

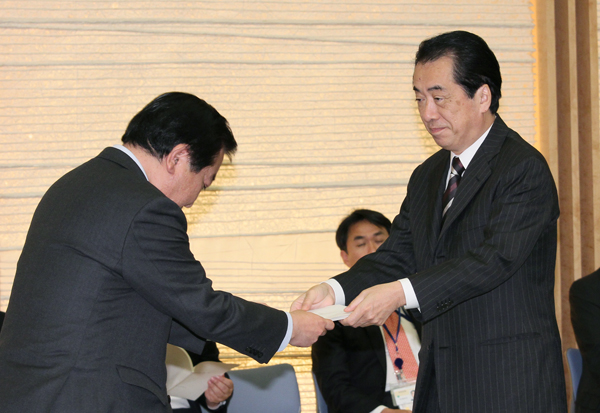
Le Premier ministre Kan reçoit le rapport sur la réforme fiscale de 2011 lors de la 24e commission d'enquête fiscale par son président Yohihiko Noda, le 16 décembre 2010.

Cette vision se retrouve dans le programme défendu par Naoto Kan et le PDJ pour les élections à la Chambre des conseillers, le premier défendant notamment l'ouverture après le scrutin d'un débat national entre toutes les forces politiques, de la majorité et de l'opposition, sur la réforme fiscale et tout particulièrement sur la hausse de la taxe sur la consommation qui devient le thème central de la campagne. Certaines promesses de 2009 sont également mises entre parenthèses, du moins temporairement le temps de mener à bien la lutte contre les déficits, dont surtout le doublement d'une allocation versée aux familles pour chacun de leurs enfants scolarisés jusqu'au collège (aide créée par le budget 2010 et donc déjà mise en place avec un montant de 13 000 yens par écolier, le gouvernement avait jusqu'alors l'intention de porter ce nombre à 26 000 dès le début de l'année fiscale 2011). À la place, plutôt qu'une hausse en espèce, les 13 000 yens supplémentaires par enfant doivent être mis en œuvre indirectement par le biais de l'amélioration des services publics de garde d'enfants (avec une augmentation du nombre de travailleurs dans le domaine de la puériculture et une baisse des frais d'inscription en garderie), une réduction des frais médicaux pour les enfants ou encore une aide à la vaccination. De plus, une condition de résidence est mise en place (l'aide sera versée uniquement pour les enfants résidant au Japon à compter de 2010). Après le mauvais résultat obtenu par le PDJ (qui, tout en restant le premier parti en nombre de voix et de sièges, perd avec ses alliés la majorité absolue à la Chambre des conseillers), Noda reconnaît que la question de la taxe sur la consommation est largement responsable de cette situation mais rappelle dans le même temps la nécessité, selon lui, d'envisager son augmentation.
Par la suite, dans le cadre de l'élaboration du budget pour l'année fiscale 2011, il engage sa responsabilité personnelle sur l'objectif de ne pas dépasser les seuils de 44,3 billions de yens pour les obligations supplémentaires vendues et de 71 billions pour les dépenses publiques principales. En effet, le 16 décembre 2010, il déclare dans une conférence de presse : « Si j'échouais à atteindre [ces buts], c'est que je n'aurais pas réussi à faire mon devoir. Je ne sais toujours pas quel sera le résultat, et le fait de faire correspondre les chiffres finaux avec le cadre fixé dépend à partir de maintenant des négociations [avec les administrations gouvernementales]. Et je m'attends à ce que les demandeurs de budget tentent désespérément [d'obtenir de l'argent]. Mais je défendrais ces objectifs à tout prix ». Cette position stricte lui vaut de connaître des discussions parfois difficiles avec certains de ses collègues ministres, et tout particulièrement avec celui de la Santé, du Travail et des Affaires sociales Ritsuo Hosokawa au sujet de l'allocation parentale pour l'éducation des enfants jusqu'au collège ou du moyen de financer la prise en charge par l'État de 50 % du paiement du régime de retraite général. En effet, le 2 décembre 2010, le Cabinet se met d'accord pour augmenter l'aide de 13 000 à 20 000 ¥ pour les enfants de moins de 3 ans, le montant restant à 13 000 ¥ pour ceux âgés de 3 à 15 ans. Le ministre des Finances souhaite alors limiter cette augmentation à seulement certains ménages et ainsi introduire des critères sociaux, ce à quoi Hosokawa s'oppose fortement, préférant à la place trouver les fonds nécessaires dans une abolition des déductions fiscales en place pour les époux de personnes à hauts revenus. Concernant le paiement des retraites générales, Noda milite pour que le taux couvert par l'État soit ramené de 50 à 36,5 % et que la dépense soit assurée grâce à un fonds de réserve de 128 billions de yens du compte spécial des retraites publiques, solution qui pour Hosokawa risquerait de « sérieusement affecter la confiance de la population envers le programme des pensions ».
Le Cabinet approuve finalement le projet de budget pour 2011 le 24 décembre 2010. S'établissant à 92,41 billions de yens (832 milliards d'euros environ), il est légèrement plus élevé que celui de 2010 (+ 0,1 %). Noda souligne que les deux objectifs que le gouvernement s'était fixés dans son élaboration sont respectés : l'émission de nouvelles obligations est maintenu à 44,298 billions de yens (et bien que ce montant reste, pour la deuxième année consécutive, supérieur à celui des revenus fiscaux qui ont pourtant légèrement augmenté avec 40,93 billions de yens envisagés) et les dépenses publiques principales n'atteignent que 70,86 billions de yens (dont 54,08 billions pour financer les politiques fondamentales de l'administration centrale, et 16,78 billions de transferts financiers de l'État vers les collectivités locales, qui baissent de 4 % par rapport à l'année fiscale 2010). Les 21,55 billions de yens restants sont destinés au paiement des intérêts et autres services de la dette (en hausse de 4,4 %). Concernant les différents champs budgétaires, la sécurité sociale absorbe plus de la moitié du financement des politiques gouvernementales (28,71 billions, soit une augmentation de 5,3 %). Le gouvernement a notamment décidé de donner raison à Hosokawa concernant l'augmentation de l'allocation parentale de 13 000 à 20 000 ¥ pour les enfants de moins de 3 ans (une mesure dont le coût est estimé à 210 milliards de yens), tandis qu'un compromis a été trouvé pour le paiement des retraites générales : le taux couvert par l'État est maintenu à 50 %, mais il est décidé pour y arriver, et de manière exceptionnelle, de puiser dans le fonds de réserve du compte spécial des retraites publiques comme l'avait préconisé Noda. L'autre hausse importante concerne les mesures pour soutenir les PME et ainsi pallier les effets de la crise et de la déflation, avec 196,9 milliards de yens (+ 3 %). En contrepartie, le montant prévu pour l'aide officielle au développement est coupé de 7,4 % pour arriver à 572,7 milliards de yens. Dans le cadre du projet pour le nouveau programme quinquennal de la Défense (2011-2015) défini le 12 décembre 2010 par un accord passé entre Noda et Toshimi Kitazawa (prévoyant une enveloppe totale sur cinq ans de 23,49 billions de yens, soit une baisse de 3,1 % par rapport aux 24,24 billions qui avaient été débloqués dans le précédent programme de 2005 à 2010, mais maintenant en revanche au même niveau le « budget de sympathie », nom donné à l'argent fourni par le gouvernement japonais pour financer les forces américaines stationnées au Japon), le projet de budget de 2011 prévoit de légères diminutions des dépenses militaires avec 4,78 billions de yens (-0,3 %) pour la défense nationale et 185,8 milliards (-0,5 %) pour le « budget de sympathie ». Le montant alloué aux travaux publics est, comme pour l'année 2010, également fortement diminué pour atteindre 4,97 billions de yens (-13,8 %, dont 8,7 points de cette baisse prenant la forme d'une subvention stratégique pour l'autonomie locale de 512 milliards). Enfin, comme en 2010, ce budget prévoit une réserve pour la « réponse à la crise économique et la revitalisation régionale » devant servir à financer d'éventuels plans de relance supplémentaires en 2011, mais elle est ramenée de 1 billion à 810 milliards de yens. Ce projet est accueilli de manière contrastée par les économistes et analystes. Ainsi, si Takahide Kiuchi (de Nomura Securities Co.) y voit le signe d'un éventuel virage politique entamé par le PDJ depuis l'arrivée à sa tête de Naoto Kan (en se focalisant plus selon lui sur les bénéfices des entreprises plutôt que sur ceux des ménages, ce qu'il considère comme un bienfait pour les perspectives économiques du Japon), il reproche au parti au pouvoir d'avoir échoué « à bien faire comprendre ce changement à la population » et le jugeant « si tiède que les finances publiques se sont retrouvées sous pression ». D'autre part, le Yomiuri Shimbun lui reproche d'être trop élevé et de ne pas « prendre en main les questions clés » (à savoir, selon le quotidien : la réduction des déficits, la hausse de la taxe sur la consommation pour financer la sécurité sociale et la relance par l'aide aux entreprises et à l'investissement avec une baisse de l'impôt sur le revenu). La loi de finance est adoptée par la Chambre des représentants le 1er mars 2011 et promulgué le 29 du même mois, malgré le rejet prévisible par la Chambre des conseillers.
La question de la hausse de la taxe sur la consommation est à nouveau mis en avant par le gouvernement Kan à partir du début de l'année 2011. Ainsi, Naoto Kan annonce dans sa conférence de presse pour présenter ses vœux pour la Nouvelle année le 4 janvier 2011 vouloir lancer des négociations avec l'opposition concernant ce sujet et fixe l'objectif pour son administration de présenter un plan d'ici juin 2011. Le remaniement opéré du Cabinet le 14 janvier 2011 traduit cette nouvelle priorité avec l'entrée de deux anciens ministres des Finances connus pour être également des conservateurs fiscaux aux côtés de Noda : l'ancien ministre de Yukio Hatoyama Hirohisa Fujii devient secrétaire général adjoint du Cabinet, mais surtout Kaoru Yosano, qui fut le titulaire du poste sous l'administration libérale-démocrate de Tarō Asō, quitte son parti Tachiagare Nippon et l'opposition pour devenir ministre d'État chargé de la Politique économique et fiscale. Le 18 janvier 2011, Yoshihiko Noda annonce que le gouvernement devrait respecter la disposition prévue dans une législation fiscale adoptée au début de l'année 2009 par la précédente majorité contrôlée par le PLD, selon laquelle une loi configurant une révision générale des impôts (et surtout une hausse de la taxe sur la consommation) doit être adoptée d'ici à la fin de l'année fiscale 2011 (soit d'ici à mars 2012). Noda déclare en effet à cette occasion : « La disposition [de 2009] nous demande de prendre une décision avant mars 2012, donc je pense que nous traiterons le sujet [de la réforme fiscale] dans ce cadre là ».
Il n'abandonne pas ses positions en matière budgétaire concernant le financement des mesures liées au séisme de la côte Pacifique du Tōhoku du 11 mars 2011 et à ses conséquences (tsunami et accident nucléaire de Fukushima). Il milite activement pour que le seuil fixé pour l'émission d'obligations d'État dans le budget ordinaire ne soit pas dépassé, et pour qu'à la place certaines mesures initialement prévues (comme la baisse de l'impôt sur les sociétés ou l'extension de l'aide à l'éducation des enfants) soient abandonnées au moins temporairement (voire sur un plus long terme pour d'autres promesses électorales de 2009, comme celle de rendre gratuite les péages autoroutiers) afin de rediriger les fonds correspondants vers les efforts de reconstruction,. Un premier budget supplémentaire de 4,015 billions de yens (49,31 milliards de dollars américains), qui respecte les volontés de Noda de ne pas produire plus de dette et de rediriger les dépenses, est adopté le 30 avril 2011 par la Chambre des représentants et le 2 mai suivant par la Chambre des conseillers, avec le soutien de l'opposition. Il comprend 1,2 billion de yens pour la réparation et la réhabilitation des infrastructures (routes, ponts, ports) détruites ou endommagées par le séisme et ses conséquences, 510 milliards en soutien financier pour les PME des zones sinistrées, 362,6 milliards pour la construction de 70 000 logements temporaires pour les survivants et 351,9 milliards pour l'enlèvement des débris. Par la suite, chargé de préparer un second budget extraordinaire, il sous-entend que celui-ci n'a pas besoin d'être absolument adopté durant la session parlementaire alors en cours (se terminant le 22 juin 2011), estimant que le gouvernement ne devrait pas « sauter sur une conclusion » avant d'avoir examiné les plans de reconstruction élaborés par les collectivités locales touchées par la catastrophe, et que, si le premier budget supplémentaire se révélait insuffisant, le Cabinet répondrait « en utilisant ses caisses de prévoyance » qui peuvent être mobilisées même lorsque la Diète est en vacance parlementaire. La session est toutefois prolongée jusqu'au 31 août suivant, permettant à ce deuxième budget extraordinaire d'être voté par les députés le 20 juillet et par les conseillers cinq jours plus tard. Il est toutefois nettement plus modeste que le précédent (1,9988 billions de yens, ou 25,5 milliards de dollars américains), réussissant une nouvelle fois à échapper à de nouvelles émissions d'obligations d'État pour être financé.

##### Lutte contre la déflation

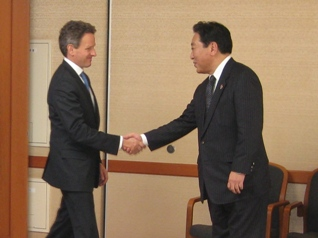
Yoshihiko Noda et le secrétaire du Trésor des États-Unis Tim Geithner lors d'une réunion de l'APEC à Kyoto le 6 novembre 2010

Son attachement à la rigueur budgétaire est néanmoins limité par la nécessité pour le gouvernement de mettre en place des mesures de soutien de l'économie mise à mal par la situation déflationniste du yen par rapport au dollar. Ainsi le Cabinet, après en avoir annoncé le lancement le 30 août, présente le 10 septembre 2010 un plan de 920 milliards de yens (8,53 milliards d'euros) pris sur la « réserve d'urgence » d'1 billion de yens inscrite dans le budget initial pour l'année 2010. Il prévoit près de 450 milliards de yens (4,17 milliards d'euros) pour abaisser certains prêts hypothécaires et aider les ménages à acheter des appareils électroménagers à faible consommation d'énergie ou des matériaux de construction ; 175 autres milliards doivent servir à développer les emplois dans les domaines de la médecine, de la santé et du tourisme ; et 120 milliards seront consacrés à l'aide aux entreprises travaillant sur des projets nationaux respectueux de l'environnement afin de conserver les emplois dans l'archipel, mais aussi aux petites et moyennes entreprises afin qu'elles puissent étendre leurs activités à l'étranger et aux exportations agricoles. Selon le Cabinet, ce plan doit permettre de générer 0,3 points de croissance supplémentaires du PIB et de créer 200 000 emplois. Il s'associe à la décision, prise également le 30 août, de la Banque du Japon de rajouter 10 billions de yens (92,8 milliards d'euros) au programme de 20 billions d'émission de prêts à court terme (sur trois mois) à un taux d'intérêt de 0,1 % pour les banques commerciales initié en décembre 2009 afin de lutter contre une éventuelle déflation. Plusieurs observateurs, dont l'économiste en chef de la banque d'investissement Barclays Capital à Tokyo, Kyohei Morita, ou le directeur de la notation des fonds souverains à Standard & Poor's, Takahira Ogawa, mais aussi Ichirō Ozawa (qui pour sa part, en pleine campagne présidentielle interne au PDJ, propose un plan de relance plus de deux fois supérieur, à 2 billions de yens, nécessitant la vente de nouvelles obligations d'État, ainsi qu'une intervention directe du gouvernement auprès du Forex) et ses partisans jugent les mesures annoncées par le gouvernement Kan et la Banque du Japon insuffisantes pour redresser l'économie et faire baisser le yen par rapport au dollar américain. Yoshihiko Noda annonce en réponse à ces critiques, pour la première fois, et alors qu'il s'y était toujours refusé jusqu'alors, la possibilité que le Japon intervienne sur le marché des changes, tandis que Kan précise qu'un budget supplémentaire pourrait être présenté à la Diète afin de financer un plan plus ambitieux.
Quoi qu'il en soit, si le yen redescend faiblement face au dollar à la suite de l'annonce de ce plan (de 83,35 à 83,95 yens pour 1 $ entre le 8 et le 10 septembre),, il repart ensuite à la hausse et remonte à 83,26 ¥ le dollar le 14 septembre puis à 82,87 dès le lendemain. Ainsi, le 15 septembre, Yoshihiko Noda annonce que le gouvernement est intervenu le jour même, et de manière unilatérale, sur les marchés pour la première fois depuis mars 2004 : en vingt-quatre heures, la Banque du Japon a procédé à la vente sur plusieurs places financières (à Tokyo, Londres et New York) de près de 2 billions de yens (environ 18 à 19 milliards d'euros), permettant à la monnaie japonaise de redescendre à 84,78 ¥ le dollar à midi. Deux jours plus tard, lors de la conférence de presse faisant suite à sa reconduction en tant que ministre des Finances, Yoshihiko Noda affirme qu'« il est important que le gouvernement exprime sa position à la communauté internationale », mais également que le Japon continuerait si nécessaire à « prendre des mesures décisives, y compris de nouvelles interventions ». Toujours dans le même objectif, la Banque du Japon renoue à partir du 5 octobre 2010 avec sa politique dite du « taux d'intérêt à 0 % » déjà menée de 1999 à 2006 et annonce débloquer un fonds de 5 billions de yens pour acheter des actifs des secteurs publics et privés, tandis que le même jour Noda confirme le tournant interventionniste de la politique gouvernementale, disant espérer que « l'action de la BoJ aura un effet positif sur les marchés de change internationaux ainsi que sur l'économie » mais que le Cabinet « fera aussi ce qui est nécessaire » et « prend[ra] des mesures décisives » à ce sujet.

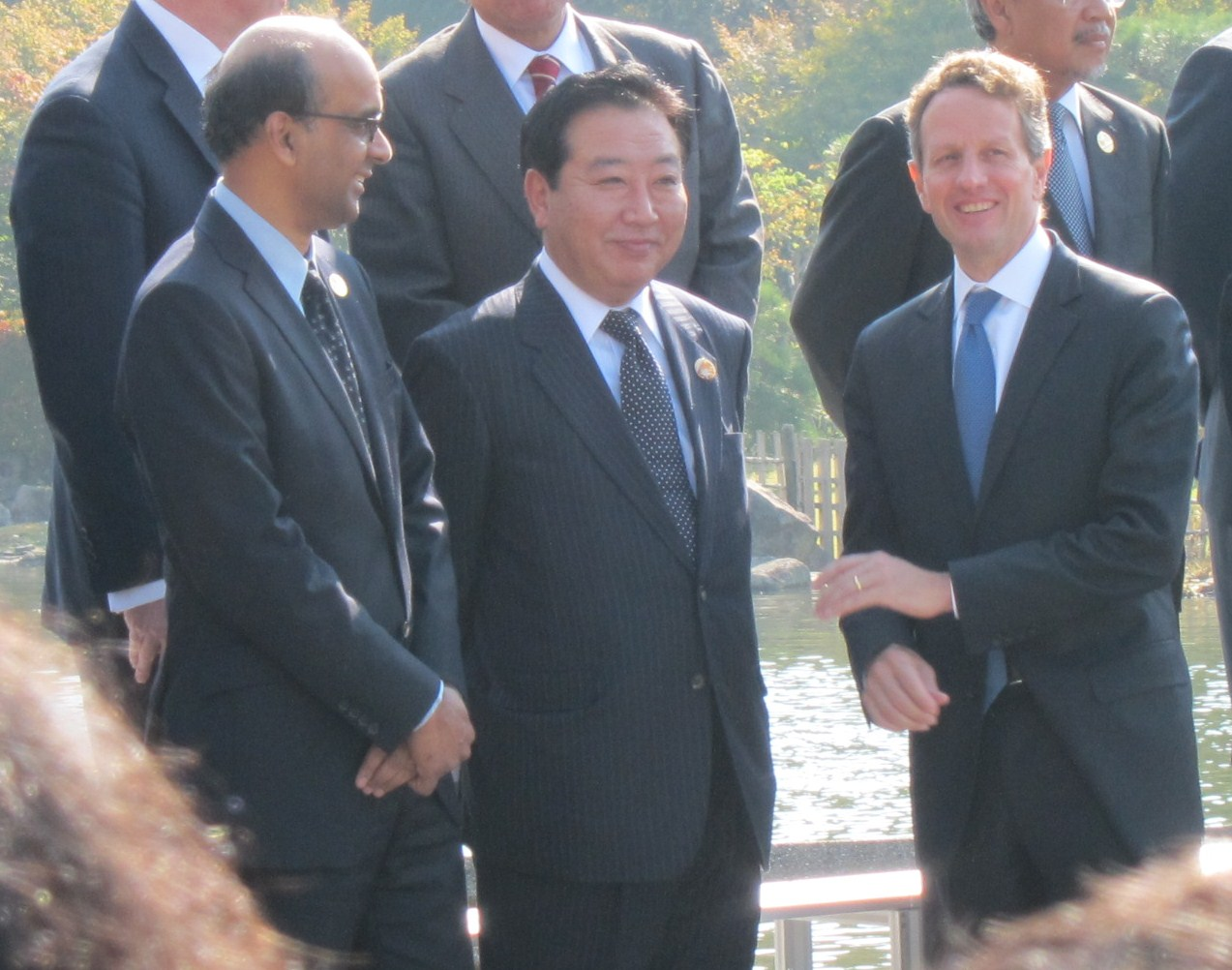
Tharman Shanmugaratnam, ministre des Finances de Singapour, Yoshihiko Noda, ministre des Finances du Japon, et Tim Geithner, secrétaire du Trésor des États-Unis, à Kyoto le 6 novembre 2010.

La situation reste instable par la suite dans un contexte international de crainte de guerre des monnaies face aux politiques de maintien artificiel à un niveau bas du yuan chinois et du won sud-coréen. La monnaie japonaise atteint le niveau le plus haut de son histoire et de l'année 2010 au 1er novembre avec une valeur de 80,47 ¥ pour 1 $. Elle se stabilise par la suite essentiellement entre 83 et 84 yens le dollar américain, réussissant à revenir à 84,24 le 16 décembre. À l'approche du G20 des ministres des Finances des 22 et 23 octobre 2010 à Gyeongju en Corée du Sud, Noda estime lors d'une séance à la Diète le 13 octobre que « de toute évidence, la course à la dévaluation va devenir un sujet principal » dans les réunions du G20. Il appelle la « Corée du Sud et la Chine à agir de manière responsable selon les règles communes » et met tout particulièrement en cause la politique monétaire de Séoul, affirmant que « en tant que président [annuel du G20], la Corée du Sud et son rôle seront sérieusement remis en question ».
Le 13 décembre 2010, le Premier ministre Naoto Kan approuve officiellement et présente le projet de réforme fiscale pour l'année 2011 préparé par l'équipe de réflexion qu'il avait formée dès son arrivée au pouvoir en juin et confiée à Yoshihiko Noda et Kōichirō Genba. La mesure phare est alors la réduction du taux de l'impôt sur les sociétés de 40,69 % (soit le niveau le plus élevé parmi les pays de l'OCDE) à environ 35,5 % (soit une baisse de 4 points et demi au niveau de la fiscalité nationale et d'un demi point pour les impôts locaux). De plus, le taux réduit de cet impôt pour les PME doit être ramené de 18 à 15 %. Le but de cette mesure est encore une fois de lutter contre la déflation, promouvoir la croissance économique en soutenant l'investissement intérieur et améliorer la situation de l'emploi. Pour contrer le manque à gagner en revenus fiscaux générée (estimée à une hauteur de 1,5 billions de yens), le gouvernement espère sécuriser 650 milliards de yens par le biais de négociations entre le METI et les entreprises sur la révision de niches fiscales, et 260 milliards de yens par l'augmentation des droits de succession. Le PSD et le NPP, dont le PDJ aura besoin pour faire passer sa réforme au sein d'une Diète divisée, ont exprimé leur opposition à la baisse de l'impôt sur les sociétés. Les autres mesures de cette réforme incluent l'introduction d'une taxe environnementale par le biais d'une augmentation progressive sur quatre ans des prix des énergies fossiles à partir d'octobre 2011 (devant passer par exemple pour le pétrole brut et autres produits pétroliers de 2 040 à 2 800 yens le kilolitre d'ici à avril 2015, ce qui rapporterait à l'État 35 milliards de yens dès la première année et à terme 240 milliards, tout en diminuant de 26 000 à 18 000 yens le kilolitre la taxe sur l'essence des avions afin de soutenir les compagnies aériennes en crise) et une plus forte taxation des plus fortunés (en plafonnant les déductions fiscales à l'impôt sur le revenu à 2,45 millions de yens pour ceux gagnant à l'année plus de 15 millions de yens, et à 1,25 million de yens pour les dirigeants d'entreprises remportant annuellement plus de 40 millions de yens, constituant 120 milliards de yens de revenus supplémentaires par an pour l'État). Le projet prévoit également d'accélérer la réflexion pour une révision plus vaste du système fiscal, et notamment sur le problème de la taxe à la consommation.

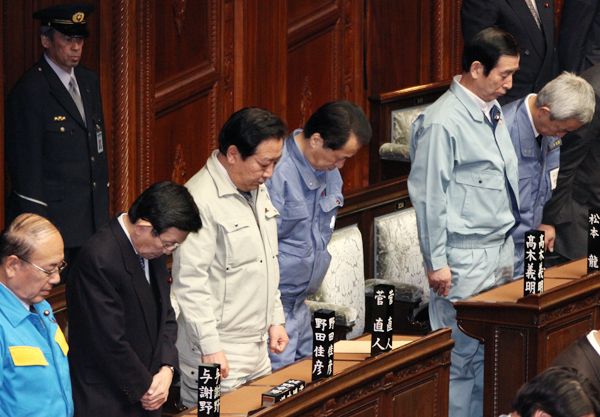
Yoshihiko Noda parmi d'autres hommes politiques japonais lors d'une minute de silence en l'honneur des victimes du séisme, le 17 mars 2011.

Mais le séisme de la côte Pacifique du Tōhoku du 11 mars 2011 et ses conséquences nécessitent de nouvelles mesures d'urgence pour éviter la hausse du yen par rapport au dollar américain : le 17 mars, la devise japonaise atteint son niveau le plus élevé depuis 1945, soit 76,25 ¥ le dollar. Yoshihiko Noda, conjointement avec le gouverneur de la Banque du Japon Masaaki Shirakawa, obtient alors une intervention conjointe de l'ensemble des pays du G7 sur le Forex pour la première fois depuis septembre 2000 : leurs banques centrales vendent au total le 18 mars un peu moins de 2 billions de yens, permettant à la monnaie japonaise de redescendre à 81,36 le dollar à 12 h 36. Le taux de change du yen remonte à 76,97 ¥ le dollar le 4 août, entraînant une nouvelle intervention, cette fois unilatérale, du Japon. Puis, après la dégradation de la note de la dette à long terme du « AAA » maximal à « AA+ » par Standard & Poor's le 5 août 2011, le taux de change du yen par rapport à la devise américaine connaît de nouvelles spéculations à la hausse, montant à 76,31 ¥ le dollar le 11 août. Dans une intervention télévisée trois jours plus tard, Yoshihiko Noda estime qu'« une situation instable perdure » et que « les affaires concernant le marché des changes internationaux étant de ma prérogative, je continuerai à regarder avec attention les marchés et à mener des actions résolues si cela devient nécessaire ». Il souligne également que, tout en reconnaissant des aspects positifs à un yen fort pour l'économie japonaise (notamment plus de facilités pour les entreprises japonaises à faire des acquisitions à l'étranger), « quoi qu'il en soit, il y a plus de points négatifs dans le contexte actuel, alors que le Japon tente de se remettre du désastre [du 11 mars] ».

### Premier ministre du Japon

#### Campagne et élection

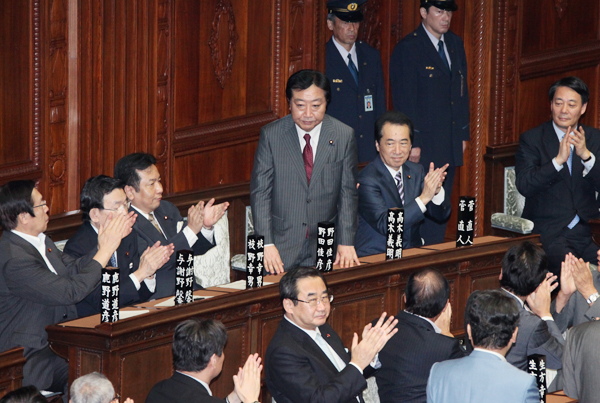
Yoshihiko Noda après son élection au poste de Premier ministre par les députés, le 30 août 2011.

Après l'annonce par Naoto Kan le 2 juin 2011 qu'il présenterait rapidement sa démission de la présidence du PDJ et donc du poste de Premier ministre (ce qu'il finit par faire le 26 août suivant), Yoshihiko Noda apparaît comme l'un des favoris pour lui succéder, les médias le présentant comme ayant le soutien des poids lourds de la direction en place du parti (le secrétaire général Katsuya Okada, le président délégué Yoshito Sengoku). Par la suite, il se fait remarquer par plusieurs de ses prises de position, notamment en faveur d'une grande coalition avec le PLD et le Nouveau Kōmeitō afin de former un « Cabinet de sauvetage de la Nation » ou d'une hausse temporaire des impôts sur le revenu et sur les sociétés afin de financer la reconstruction de l'après-séisme (considérant une augmentation des taxes sur le tabac et l'alcool comme insuffisante et voulant continuer à réserver la hausse de la taxe sur la consommation au financement de la sécurité sociale). Cette dernière proposition provoque une véritable levée de boucliers au sein du PDJ, et notamment une vive opposition de son allié traditionnel Seiji Maehara qui, après quelques hésitations, décide le 24 août 2011 de se présenter contre lui à la présidence du parti,. Une fois la campagne officiellement lancée le 26 août, Noda adoucit sa position sur cette question, déclarant qu'il trancherait en la matière après avoir pris « diverses opinions en considération ». Sur le plan de la politique étrangère, Yoshihiko Noda renouvelle le 15 août 2011, jour anniversaire de la fin de la Seconde Guerre mondiale, sa position déjà émise en 2005 comme quoi les personnalités condamnées par le tribunal de Tokyo en 1946 comme criminels de guerre de classe A et honorées au  sanctuaire Yasukuni ne sont pas en réalité, selon lui, des criminels de guerre, provoquant dès le lendemain une vive réaction du gouvernement de la Corée du Sud qui, dans un communiqué, estime que ces « remarques sont inappropriées étant donné qu'elles nient l'histoire passée d'agression du Japon, et qu'également elles ne coïncident pas avec la position officielle du gouvernement japonais, exprimés par des déclarations des Premiers ministres [précédents] ». Cette prise de position de Noda se met notamment en porte-à-faux avec la politique initiée par Naoto Kan (qui a imposé, comme son prédécesseur Yukio Hatoyama, à ses ministres de ne pas visiter le sanctuaire Yasukuni tant qu'ils seraient en fonction, consigne que Yoshihiko Noda a d'ailleurs toujours respectée) de réconciliation et de rapprochement avec la Corée du Sud, passant par une reconnaissance des exactions passées du Japon à l'égard de ce pays.
Le 29 août 2011, il est élu président du PDJ, en remplacement de Naoto Kan, au second tour, par 215 voix, contre 177 pour le ministre de l'Économie, du Commerce et de l'Industrie, Banri Kaieda, qui l'avait pourtant distancé au premier tour, recueillant alors 143 voix, contre 102 pour Noda. Il défait notamment son ancien allié de la « jeune garde » du parti, Seiji Maehara, qui ne remporte que 74 voix, se classant ainsi troisième. Son élection au poste de Premier ministre est prévue le lendemain par la Diète, et fait de lui le sixième titulaire de ce poste depuis la démission de Jun'ichirō Koizumi, en 2006.
La Chambre des représentants l'élit pour devenir Premier ministre le 30 août 2011, avec 308 voix sur 479 inscrits (un siège étant vacant) et 477 votants (par tradition, le président et le vice-président de l'assemblée ne votent pas), contre 118 au président du PLD Sadakazu Tanigaki, 21 à celui du Nouveau Kōmeitō Natsuo Yamaguchi, 9 au communiste Kazuo Shii, 6 à la sociale-démocrate Mizuho Fukushima, 5 au dirigeant de Votre Parti Yoshimi Watanabe, 4 au président de Tachiagare Nippon Takeo Hiranuma, 1 chacun respectivement pour Ichirō Ozawa, Banri Kaieda (ces deux derniers n'étant pas candidats) et les indépendants Kunio Hatoyama et Katsuhito Yokokume, et 2 bulletins blancs. Yoshihiko Noda l'emporte également à la Chambre des conseillers à la majorité relative au second tour, par 110 voix contre 107 à Sadakazu Tanigaki (qui a fait le plein de ses parlementaires, y compris le vice-président de cette assemblée, mais aussi deux non inscrits, et le report des votes au second tour des 19 Nouveau Kōmeitō et des 3 Tachiagare Nippon) et 24 bulletins blancs.

#### Souci d'unité du parti
Yoshihiko Noda montre dans les choix faits pour la constitution de la nouvelle direction du PDJ et du gouvernement un souci de limiter les divisions internes de la majorité. Il nomme ainsi, au lendemain de son élection, Azuma Koshiishi (en), l'un des chefs de la faction des anciens socialistes et allié traditionnel d'Ichirō Ozawa, au poste de secrétaire général et numéro 2 du mouvement, et Hirofumi Hirano, l'un des principaux lieutenants de Yukio Hatoyama (dont il était le Secrétaire général du Cabinet lorsque celui-ci était Premier ministre) à celui de président du Comité des Affaires de la Diète. Seiji Maehara pour sa part devient le nouveau président du Comité de recherche politique (numéro 3).
Dans son Cabinet, nommé le 2 septembre, Yoshihiko Noda fait à nouveau un geste en direction des partisans d'Ichirō Ozawa : trois membres du groupe de ce dernier sont présents, alors qu'il n'y en avait qu'un dans la précédente administration et qu'il n'y en avait eu auparavant jamais plus de deux depuis l'arrivée au pouvoir du PDJ. En dehors de cela, les trois factions du « PDJ de seconde génération », celles de Noda, Maehara et Genba, restent particulièrement représentées au sein du Cabinet avec pas moins de 8 membres sur 18 (dont 4 pour le groupe Maehara), et des postes de première importance (le Premier ministre, les ministres des Affaires étrangères ou des Finances, ainsi que le Secrétaire général du Cabinet). En revanche, les trois personnalités qui avaient incarné sous la présidence de Naoto Kan la stratégie d'isolement d'Ichirō Ozawa au sein du parti, à savoir Katsuya Okada, Yoshito Sengoku et Yukio Edano, ne reçoivent aucun poste important, ni au gouvernement, ni au sein de la direction du mouvement (les deux premiers font uniquement partie de la promotion des nouveaux « Conseillers suprêmes », fonction honorifique au sein du PDJ équivalente à celle d'un « président d'honneur »). Il rappelle Edano au gouvernement dès le 12 septembre, comme ministre de l'Économie, du Commerce et de l'Industrie, à la suite de la démission de Yoshio Hachiro, qui avait tenu des propos controversés sur la catastrophe nucléaire de Fukushima.

#### Financement de la reconstruction
Yoshihiko Noda, comme il l'avait annoncé lors de sa campagne, met la priorité sur la recherche de nouvelles sources de revenus afin de financer l'ensemble des efforts de reconstruction. Il charge alors les ministres concernés de son gouvernement mais aussi la direction du PDJ (surtout Azuma Koshiishi (en), Seiji Maehara et Hirohisa Fujii) de trouver le moyen d'augmenter ces revenus de 16,2 billions de yens d'ici à mars 2023. Le 27 septembre 2011, le projet est finalement arrêté et présenté.
Il prévoit tout d'abord une hausse temporaire des impôts de 9,2 billions de yens, soit 2 billions de moins que ce que proposait le comité de recherche sur le système fiscal du parti démocrate, présidé par Hirohisa Fujii. Cela comprend une augmentation générale de 4 % de l'impôt sur le revenu sur 10 ans « en principe » (mention rajoutée par rapport à la proposition du comité Fujii, à la demande de Seiji Maehara qui demandait une période d'application plus longue afin de minimiser le poids annuel de la hausse sur les contribuables) à partir de janvier 2013, une baisse permanente de 5 points du taux général d'impôt sur les sociétés à partir d'avril 2012 tout en prévoyant de monter de 2,5 points pendant trois ans la portion prélevée en tant qu'impôt national, l'augmentation de 2 yens par cigarettes pendant 10 ans à partir d'octobre 2012 de la taxe sur le tabac (la partie perçue pour les administrations locales n'étant montées que pendant 5 ans) et une hausse annuelle de 500 yens de la taxe résidentielle individuelle pendant 5 ans à partir de juin 2015 (contre juin 2014 initialement).
Le reste du montant, soit 7 billions de yens, comprend des sources de revenus non fiscales qui ne devaient être initialement, dans les propositions faites par le comité Fujii, que de 5 billions, Seiji Maehara obtenant qu'elles comprennent 2 billions supplémentaires afin de diminuer la hausse des impôts, mal perçue par la population (deux sondages au début du mois d'octobre 2011 montrent l'impopularité de la mesure, rejetée par 50,5 % des personnes interrogées par Kyodo News contre 46,2 % se prononçant en sa faveur, et par 58 % des sondés contre 39 % d'opinion favorable d'après le Mainichi Shimbun) et par une partie des parlementaires de la majorité qui craignent qu'elle ne grève les efforts de relance de l'économie. Cela comprend tout d'abord les pauses décidées pour une durée indéterminée dans l'application de certaines promesses de campagne de 2009, déjà prévues dans un accord passé avec le PLD par la précédente administration afin de faire passer facilement à la Diète les budgets et mesures de reconstruction (à savoir 2,4 billions de yens par la révision de l'allocation à l'éducation des enfants créée en 2010, et 200 milliards dans l'arrêt momentané de la politique de gratuité des péages routiers). Mais le plan de septembre 2011 décide également de vendre la totalité des actions détenues par l'État dans la Japan Tobacco (ce qui pourrait rapporter environ 1,5 billions de yens, mais le projet finalement adopté par le Cabinet le 7 octobre 2011 ne s'engage que sur la vente de la moitié des actions), dans tout ou partie des 16 firmes d'exploration de ressources naturelles (pour un apport estimé de 700 à 800 milliards de yens) et dans Tokyo Metro (pour 200 milliards de yens). Il est également prévu de réduire les coûts de personnel de la fonction publique de 600 milliards de yens, des transferts des surplus des comptes spéciaux pour investissement et prêts fiscaux (pour 1 à 1,1 billions de yens) et de réviser à hauteur de 100 milliards de yens le compte spécial pour les mesures énergétiques.
Ceci étant fait, le gouvernement présente le 7 octobre 2011 un nouveau projet de budget supplémentaire de reconstruction, le troisième depuis la catastrophe de mars, et de loin le plus important afin de compléter les quelque 19 billions de yens prévus au total dans la loi fondamentale fixant un plan général pour la reconstruction adoptée le 20 juin 2011. Ce projet s'élève ainsi à 12 billions de yens (156,45 milliards de dollars américains). Il comprend surtout 9,1 billions de yens de dépenses liées à la catastrophe du 11 mars 2011 (dont 6,1 billions pour des projets de reconstruction et 1 billion pour aider l'industrie à faire face au fort niveau du yen). Bien que Noda s'y était jusqu'à présent toujours opposé, l'émission d'obligations est décidée à court terme, à hauteur de 11,4 billions de yens sur 5 ans, le plan de hausse des revenus de l'État devant ensuite permettre de rembourser cette nouvelle dette créée d'ici à mars 2023. Ce budget supplémentaire est voté par la Chambre des représentants le 10 novembre 2011, et par la Chambre des conseillers le 21 novembre suivant.

#### Remaniement en vue des réformes fiscales
Il remanie son gouvernement le 12 janvier 2012, afin de remplacer deux ministres censurés par la Chambre des conseillers (défiances normalement non contraignantes mais qui rendaient presque nuls les espoirs de Noda de négocier avec l'opposition le vote des réformes de la fiscalité et de la sécurité sociale) : celui de la Défense Yasuo Ichikawa et celui chargé de la Commission de la Sécurité publique, de la Consommation, de la Sécurité alimentaire et de la Question des Enlèvements Kenji Yamaoka. Afin de maintenir l'équilibre interne au parti, les deux limogés faisant partie des partisans d'Ichirō Ozawa, il les remplace par deux personnalités de la même faction, respectivement Naoki Tanaka et Jin Matsubara. Les deux autres seuls ministres à être remplacés sont Hideo Hiraoka à la Justice par Toshio Ogawa (membre comme son prédécesseur du groupe de Naoto Kan mais moins ouvertement opposé à la peine de mort) et Masaharu Nakagawa à l'Éducation par le fidèle lieutenant de Yukio Hatoyama, Hirofumi Hirano (le choix le plus remis en question par les observateurs politiques lors du remaniement). Mais surtout, il nomme un vice-Premier ministre en la personne de Katsuya Okada, par ailleurs chargé de la Réforme administrative et de la Fonction publique, de la Réforme totale de la fiscalité et de la sécurité sociale et de la Revitalisation du gouvernement.
Il finit par obtenir le soutien du PLD et du Nouveau Kōmeitō pour sa réforme, en échange de la promesse de convoquer des élections législatives anticipées (sans pour autant donner de date). Le projet de loi est ainsi voté par la Chambre des représentants le 26 juin 2012 malgré le vote contraire de 57 députés du PDJ, et le 10 août 2012 par la Chambre des conseillers. En conséquence, Ichirō Ozawa quitte le parti et la majorité avec 48 autres parlementaires (36 autres représentants et 12 conseillers) pour créer sa propre formation, baptisée « Priorité à la vie du peuple ».

#### Le problème du nucléaire et de l'énergie

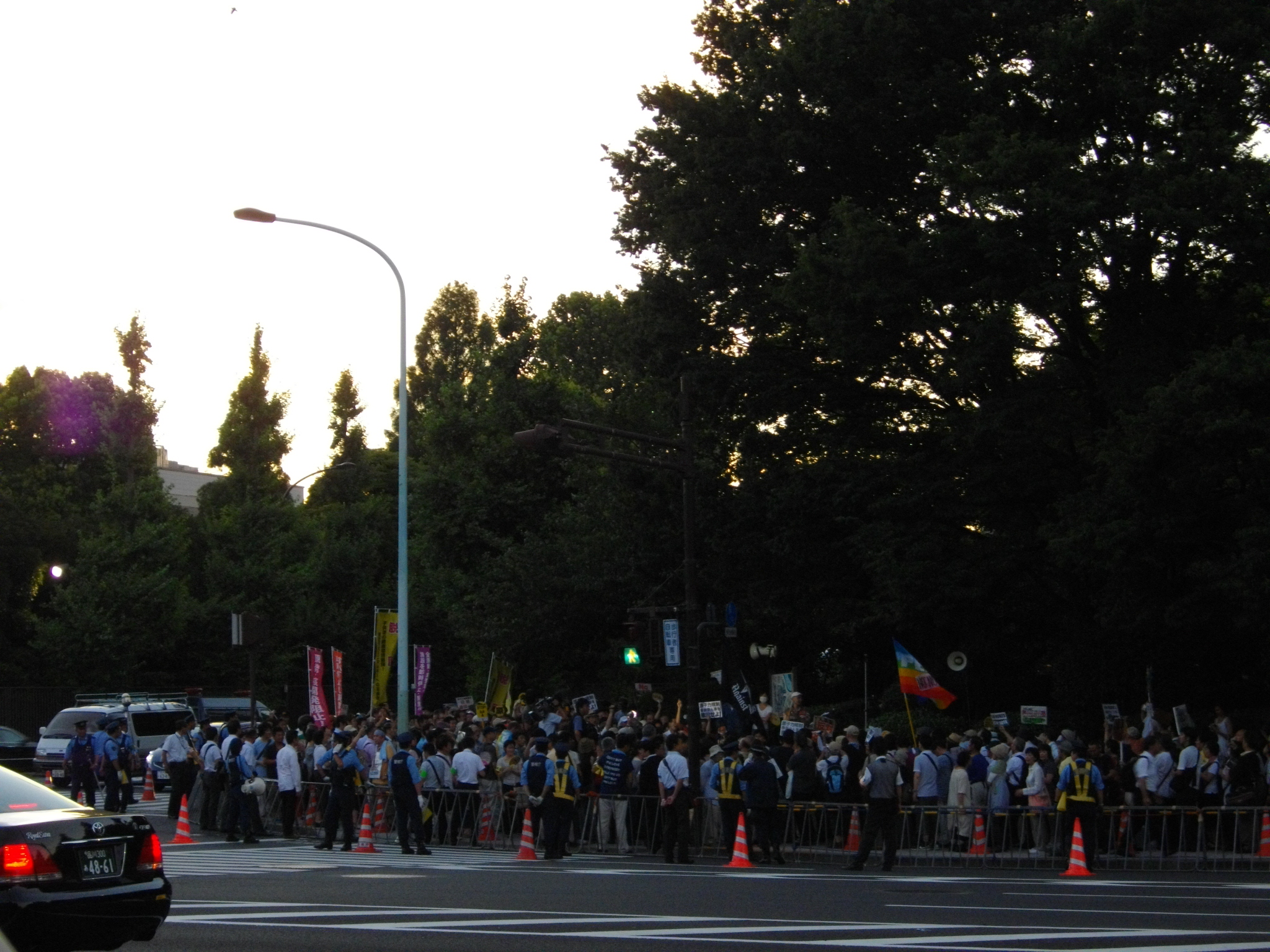
Manifestation anti-nucléaire dans le district de Nagata à Tokyo le 3 août 2012

Le 3 mars 2012, Yoshihiko Noda annonce que le Japon doit « s'extraire de sa dépendance à l'égard du nucléaire » et sortir du nucléaire à moyen et long terme. Il se montre néanmoins favorable, contrairement à son prédécesseur et à la demande des opérateurs électriques de l'archipel, de la réouverture à court terme des réacteurs jugés les plus sûrs afin d'éviter toute pénurie d'énergie durant l'été 2012. D'autant que le dernier réacteur en activité sur les 54 existants avant l'accident nucléaire de Fukushima, celui de Tomari 1 sur l'île de Hokkaidō, ferme pour inspection le 6 mai 2012.
Ainsi, le 13 avril 2012, le Cabinet approuve le plan de réactivation des unités 3 et 4 de la centrale d'Ōi dans la préfecture de Fukui, opérée par la Kansai Electric Power Company (KEPCO), estimant qu'elles répondaient aux nouveaux standards de sécurité. Toutefois cette décision rencontre une vive opposition de grands médias nationaux (le Mainichi Shimbun écrit alors : « Il est difficile de comprendre pourquoi le gouvernement a tellement hâte de redémarrer les réacteurs », tandis que l’Asahi Shimbun critique « l'inconstance » du gouvernement), des associations et ONG écologistes (un militant de Greenpeace Japon, Wakao Hanaoka, estime que : « Des études indépendantes montrent qu'il n'y aura pas de pénurie d'énergie »), et d'élus locaux (surtout du maire d'Osaka, Tōru Hashimoto, qui dispose d'un poids politique important dans la région du Kansai et valeur montante sur le plan national). Le réacteur 3 est finalement remis en service le 1er juillet 2012. 
De plus, le 9 mai 2012, son gouvernement juge recevables les propositions d'efforts financiers que TEPCO s'engage à accomplir en échange d'une nouvelle aide de l'État pour indemniser les victimes du désastre de Fukushima et d'une injection de fonds publics dans le capital de l'entreprise pour éviter la faillite, ouvrant ainsi la voie à une nationalisation de la compagnie.
Le 14 septembre 2012, le Cabinet annonce un projet de sortie progressive du nucléaire d'ici aux années 2030 accompagné d'un objectif de tripler dans le même délai la part des énergies renouvelables dans la production d'électricité de l'archipel (part qui doit ainsi atteindre à terme 30 %) et de diminuer à hauteur de 10 % de moins que le niveau de 2010 la consommation des Japonais.

#### Politique étrangère

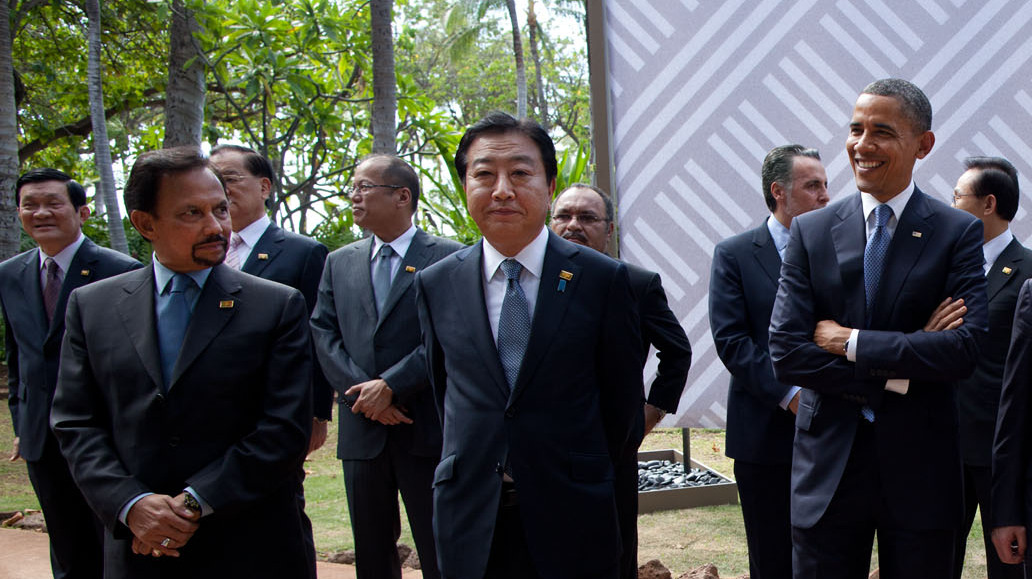
Yoshihiko Noda lors du sommet de l'APEC tenu à Honolulu le 13 novembre 2011

Yoshihiko Noda réserve sa première visite d'État (mais pas son premier déplacement à l'étranger, qui se fait à New York pour l'ouverture de la 66e session de l'Assemblée générale des Nations unies à la fin du mois de septembre 2011) à la Corée du Sud, qu'il qualifie de « plus important voisin » du Japon, le 19 octobre 2011. À cette occasion, il apporte avec lui cinq volumes de livres historiques de la période Joseon saisis par l'empire nippon entre 1910 et 1945, commençant ainsi à appliquer la rétrocession à la Corée du Sud de 1 200 autres documents de ce type, suivant un accord signé entre le gouvernement Kan et l'administration de Lee Myung-bak le 14 novembre 2010. Par ce geste, il montre une volonté de continuer la politique pro-coréenne développée par son prédécesseur Naoto Kan. Lors de ce sommet bilatéral, il s'entend avec le président Lee pour renforcer le swap de devises existant entre les deux pays, pour le faire passer de 13 milliards à 70 milliards de dollars américains, et ainsi renforcer leur coopération face à l'instabilité des marchés de change. Ils s'engagent également à faire avancer les discussions sur un possible accord de libre-échange, question restée en suspens depuis 2004, et à agir de manière concertée au sujet du programme d'armement nucléaire nord-coréen et de l'enlèvement par le passé de Japonais et Sud-Coréens par le régime de Pyongyang. Toutefois, il est noté par la presse que les principaux contentieux entre les deux pays (la querelle territoriale à l'égard des rochers Liancourt, contrôlés par Séoul sous le nom de Dokdo mais revendiqués par Tokyo qui les appellent Takeshima, ou encore sur les compensations pour les femmes de réconfort) ne sont pas abordés par les deux dirigeants.
Il continue également la politique libre-échangiste initiée par Naoto Kan et Seiji Maehara, montrant notamment sa volonté d'annoncer lors du sommet de l'APEC tenu à Honolulu en novembre 2011 l'entrée du Japon dans les négociations pour adhérer à l'Accord de partenariat économique stratégique trans-pacifique, ou Trans-Pacific Partnership (TPP), malgré un débat divisant fortement le PDJ concernant la protection de la riziculture nippone face à la concurrence internationale. Il fait l'annonce officielle du ralliement de son pays à ces discussions le 11 novembre 2011, malgré de vifs débats internes au sein de sa majorité. Le 14 mai 2012, il signe à Pékin avec le Premier ministre chinois Wen Jiabao et le président sud-coréen Lee Myung-bak un accord pour la mise en place d'une zone de libre-échange entre les trois pays.

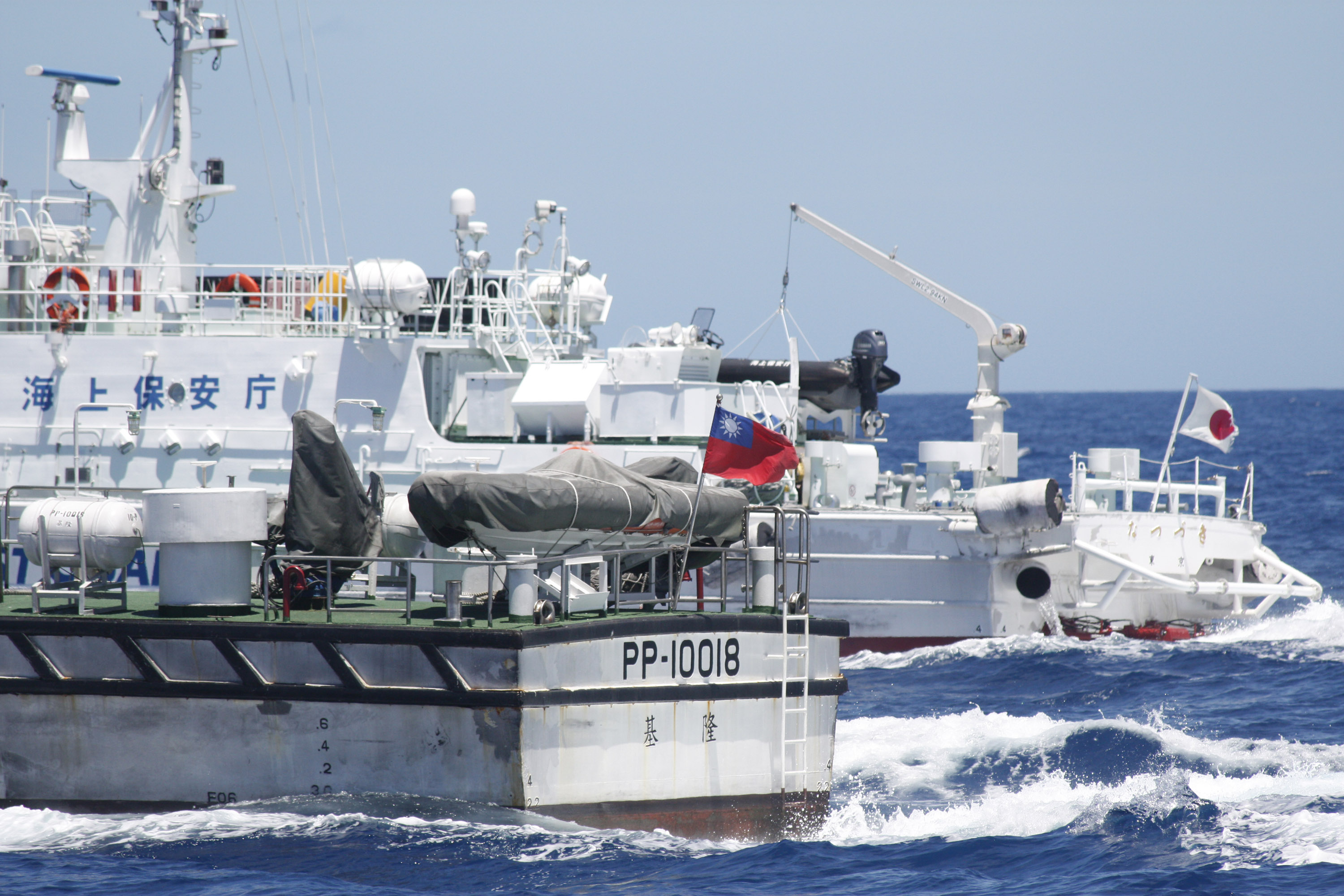
Navires des garde-côtes japonais et taïwanais le 4 juillet 2012 dans les eaux des îles Senkaku.

Mais sa politique étrangère est également marquée par l'adoption en 2012 de positions généralement défendues jusqu'ici par la droite et les personnalités nationalistes au Japon. Ainsi reprend-il la proposition du gouverneur de Tokyo Shintarō Ishihara de faire acheter par les pouvoirs publics certaines des îles Senkaku, ceci afin de renforcer le contrôle japonais sur cet archipel également revendiqué par la république populaire de Chine et par Taïwan. En effet, le 17 avril 2012, Shintarō Ishihara annonce vouloir que la métropole de Tokyo rachète les îles Senkaku, révélant que la préfecture est alors en négociation depuis décembre 2011 avec Kunioki Kurihara, le propriétaire des terrains des îles Uotsuri-jima, Kita-kojima et Minami-kojima, pour un prix proche des 40 milliards de yens (370 millions d'euros). Les deux autres îles Senkaku sont la propriété pour l'une de Kazuko Kurihara, sœur de Kunioki Kurihara, et pour l'autre du gouvernement japonais. Le ministère des Affaires étrangères chinois s'offusque de cette annonce, et répète que ces îles appartiennent à la Chine. Shintarō Ishihara renouvelle son appel le 28 juin en proposant de nommer « Sen Sen » ou « Kaku Kaku » le bébé panda géant né d'un couple d'animaux prêtés par la Chine au zoo d'Ueno, provoquant une réaction indignée du ministère des Affaires étrangères chinois. Et le 7 juillet, c'est cette fois au tour de Yoshihiko Noda d'affirmer que le gouvernement central souhaite acheter les trois îles Senkaku appartenant à Kunioki Kurihara à la place de la métropole de Tokyo, Shintarō Ishihara prévoyant de les acheter en avril 2013. Le gouvernement loue alors les terrains de ces trois îles 24,5 millions de yens par an (250 000 euros). Selon le Yomiuri Shimbun, le gouvernement a conclu le 3 septembre un contrat d'achat pour 2,05 milliards de yens (21 millions d'euros). Le gouvernement confirme une semaine plus tard avoir conclu un accord le 7 septembre, entraînant une vive réaction du Premier ministre chinois Wen Jiabao : « Les îles Diaoyu sont partie intégrante du territoire chinois. Sur les questions concernant la souveraineté et les territoires, le gouvernement et le peuple chinois ne cèderont jamais un centimètre carré ». Le 11 septembre 2012, le gouvernement japonais adopte le plan de rachat défini par Yoshihiko Noda pour 2,05 milliards de yens, provoquant en réponse l'envoi sur place par Pékin de deux navires de patrouille. Le président taïwanais Ma-Ying Jeou, dont l'État revendique également le territoire, a lui appelé au calme et estimé qu'une solution pacifique résiderait dans une exploitation conjointe des ressources naturelles des îles. Des manifestations antijaponaises ont alors lieu en août et en septembre 2012 dans plusieurs villes chinoises, dont Guangzhou, Shenzhen, Hangzhou, Qingdao, Shenyang et Harbin, tandis que les garde-côtes japonais arrêtent ou repoussent plusieurs militants nationalistes chinois ou taïwanais ayant accosté, ou tentant de le faire, sur les îles. Lors de son déplacement à New York pour l'ouverture de la 67e session de l'Assemblée générale des Nations unies, le 26 septembre 2012, après son discours en séance plénière dans lequel il appelait à un retour au calme et rejetait l'emploi de la force,Yoshihiko Noda affirme qu'il ne peut y avoir de concession du Japon sur cette question car, selon lui : « En ce qui concerne les îles Senkaku, elles sont une partie inhérente de notre territoire, à la lumière de l'histoire et du droit international. C'est très clair. De là, il n'y a pas de questions territoriales, et donc il ne pourrait y avoir de compromis qui signifierait le moindre retour en arrière par rapport à cette position fondamentale. C'est le point que nous avions besoin de clarifier ». Il affirme de plus que l'achat des propriétés insulaires dans les Senkaku par le gouvernement est légale au regard de la loi japonaise et que cette solution a été trouvée pour arriver à une « gestion stable », reprenant la position défendue par plusieurs personnalités de son gouvernement faisant valoir qu'une telle « nationalisation » doit permettre de réguler les déplacements réguliers de militants nationalistes des deux pays et limiter ainsi le retour à répétition de tensions dans les relations sino-japonaises. Il demande de plus que les violences anti-japonaises cessent et que le gouvernement chinois protège les ressortissants japonais sur son territoire.
Une autre dispute territoriale est ravivée également durant l'été 2012, cette fois-ci avec la Corée du Sud, mettant à mal les efforts de rapprochement jusqu'ici mis en avant par les administrations démocrates successives. De légères tensions avaient déjà été mises au jour lorsque Lee Myung-bak, devant l'opposition de l'opinion publique sud-coréenne, avait renoncé à signer l'accord de sécurité générale sur les informations militaires qui devait avoir lieu en juin 2012. Mais le virage se fait surtout à la suite de la visite le 10 août 2012 de Lee Myung-bak sur les rochers Liancourt, archipel contrôlé par la Corée du Sud sous le nom de Dokdo mais revendiqué par le Japon avec l'appellation de Takeshima, marquant ainsi le premier déplacement d'un président sud-coréen dans ces îles à la souveraineté contestée. Yoshihiko Noda qualifie cette action de « totalement inacceptable », rappelle temporairement son ambassadeur à Séoul et, le lendemain, son gouvernement, par la voix de son ministre des Affaires étrangères Kōichirō Genba, indique qu'il souhaite porter l'affaire devant la Cour internationale de justice. Plus tard, le 14 août, le président Lee confirme le nouveau durcissement de sa politique à l'égard du Japon en appelant l'empereur du Japon à formuler de « sincères excuses » au peuple coréen pour les crimes de l'occupation nipponne s'il voulait visiter à nouveau la Corée du Sud, jugeant les « profonds regrets » exprimés officiellement par le souverain en 1990 comme insuffisants. Le 17 août, Yoshihiko Noda envoie par voie diplomatique une lettre à Lee Myung-bak dans lequel il juge « regrettables » aussi bien sa visite sur les rochers Liancourt que ses propos sur l'empereur. Un sommet bilatéral des ministres des Finances des deux pays devant avoir lieu le 24 août 2012 en Corée du Sud est annulé par Tokyo qui affirme également, d'après le ministre Jun Azumi, vouloir reconsidérer l'accord d'octobre 2011 sur le swap de devises en représailles.

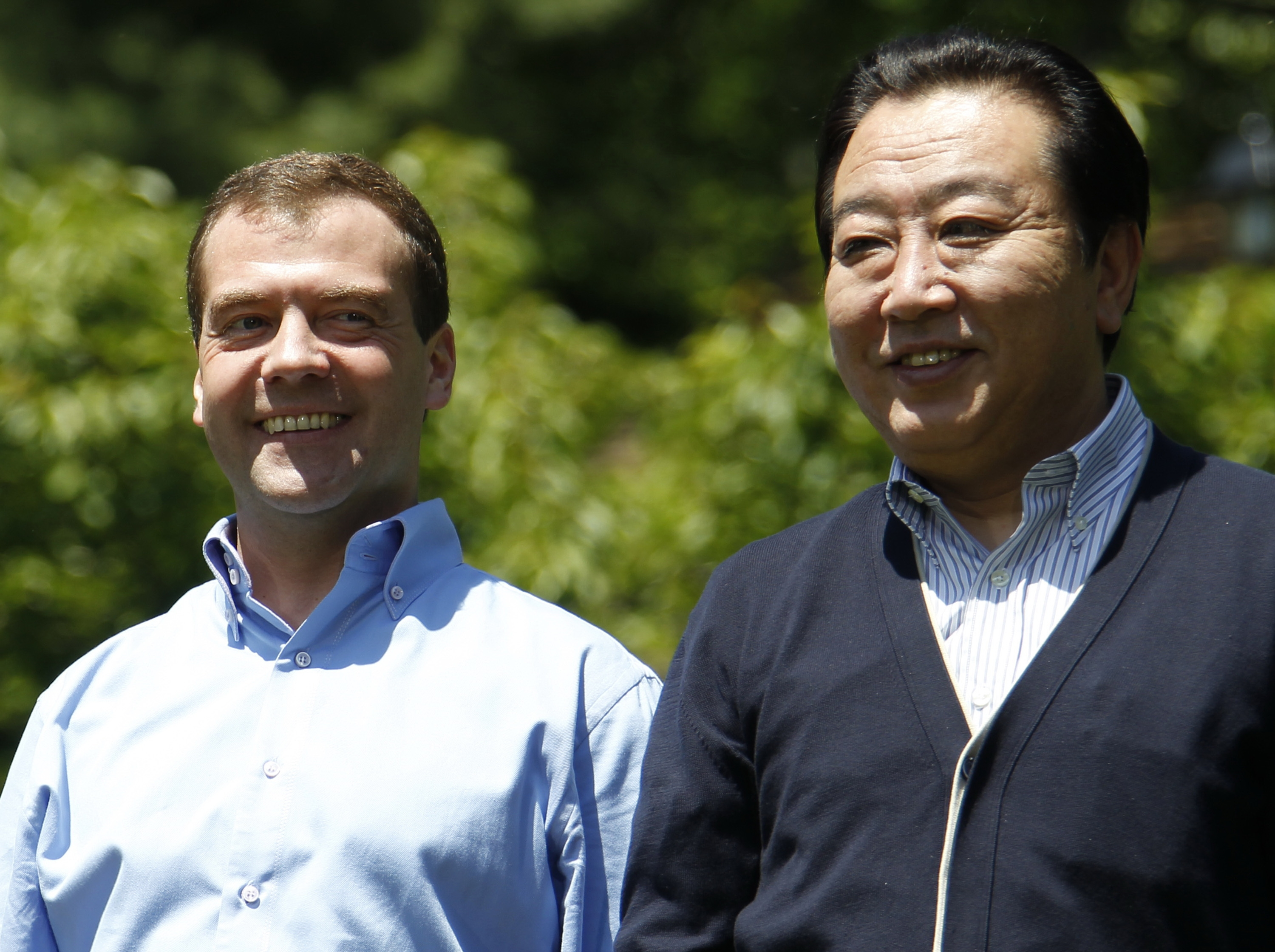
Yoshihiko Noda et son homologue russe Dmitri Medvedev le 19 mai 2012

En revanche, le gouvernement de Yoshihiko Noda s'est efforcé de renforcer les liens bilatéraux avec la Russie. En effet, si Dmitri Medvedev (ancien président russe devenu Premier ministre) se rend le 3 juillet 2012 pour la deuxième fois en deux ans dans les îles Kouriles du Sud, revendiquées par le Japon sous le nom de « Territoires du Nord », la réaction de Tokyo est moins vive que pour les deux autres disputes territoriales l'opposant à la Chine et à la Corée du Sud. La réaction du Japon apparaît alors plus modérée que lors de la précédente visite, limitée à une protestation formelle du ministère des Affaires étrangères, son titulaire Kōichirō Genba déclarant : « La visite de Medvedev à Kounachir ressemble à un seau d'eau froide versé dans nos relations ». De plus, le retour à la présidence de la Fédération russe de Vladimir Poutine semble indiquer une politique plus favorable à un rapprochement et donc à un règlement diplomatique de la dispute territoriale. Le 8 septembre 2012, en marge du sommet de l'APEC à Vladivostok, Vladimir Poutine et Yoshihiko Noda s'accordent pour organiser une visite officielle du second en Russie au mois de décembre de cette année, pour faciliter la mise en place de négociations sur les îles Kouriles et pour renforcer la coopération économique bilatérale, incarnée à cette occasion par la signature d'un accord pour lutter contre la pêche illégale du crabe dans les eaux territoriales russes de la mer d'Okhotsk et d'un mémorandum pour la construction d'une usine de gaz naturel liquéfié dans les environs de Vladivostok.

#### Réélection à la tête du parti
Yoshihiko Noda se présente à sa propre succession à l'élection pour la présidence du PDJ du 21 septembre 2012, apparaissant comme le favori. Il est largement réélu dès le premier tour avec 818 votes sur 1 231 (211 parlementaires sur 333, soit 422 votes, mais aussi 7 des 9 votes de candidats investis pour les prochains scrutins nationaux, 1 026 des 2 030 élus locaux du parti représentant 93 des 141 votes donnés à ce collège et 70 265 des 326 974 militants, dont seulement 107 075 se sont exprimés lors de cette élection à la très forte abstention, pour 296 des 409 délégués). Il devance Kazuhiro Haraguchi (candidat des pro-Hatoyama et pro-Ozawa qui n'ont pas encore quitté le PDJ et donc des opposants à l'augmentation de la taxe sur la consommation, 154 bulletins dont 31 votes de parlementaires dont le suffrage compte double, 20 pour le collège des élus locaux pour 222 votes et 72 délégués de militants pour 20 693 voix), Hirotaka Akamatsu (ancien ministre de l'Agriculture opposé au TPP et figure de la faction des ex-socialistes, 123 bulletins dont 40 votes de parlementaires, 1 de candidat investi pour les prochaines élections, 18 du collège des représentants locaux pour 199 votes et 24 délégués de militants pour 9 141 voix) et Michihiko Kano (autre ancien ministre de l'Agriculture lui aussi opposé au TPP, chef de sa propre faction et proche des « conservateurs de gauche », notamment de Tsutomu Hata, 113 bulletins dont 43 votes de parlementaires, 10 du collège des élus locaux pour 113 votes et 17 délégués de militants pour 6 976 voix).
À la suite de sa reconduction, et à l'élection à la tête du PLD de Shinzō Abe le 26 septembre suivant, Yoshihiko Noda opère un remaniement de la direction du PDJ et de son gouvernement. S'il conserve Azuma Koshiishi (en) (un opposant de la dissolution promise par Noda à l'opposition en échange du vote de la réforme fiscale et de la sécurité sociale) comme secrétaire général et numéro deux, il nomme des figures de la jeune garde aux autres postes clés : Jun Azumi abandonne ainsi le ministère des Finances pour devenir secrétaire général délégué, Gōshi Hosono (devenu très populaire en raison de sa gestion de l'accident nucléaire de Fukushima, un temps pressenti pour être candidat contre Noda mais qui a finalement renoncé pour soutenir ce dernier) quitte celui de l'Environnement pour prendre la présidence du Comité de recherche politique et Kazunori Yamanoi obtient la direction du Comité des Affaires de la Diète. Tous trois sont des membres de la faction Maehara-Edano.
Au gouvernement, la « Seconde génération du PDJ » confirme son assise sur le devant de la scène politique puisque six des « Sept magistrats » y sont désormais présents après le remaniement du 1er octobre 2012 : outre Noda lui-même, le vice-Premier ministre Katsuya Okada, le ministre des Affaires étrangères Koichirō Genba et celui de l'Économie, du Commerce et de l'Industrie Yukio Edano, qui sont maintenus à leur poste, font également leur entrée ou leur retour dans le Cabinet Seiji Maehara (chargé des Politiques nationales, océaniques, économiques et fiscales, scientifiques et technologiques, nucléaires et spatiales) et Shinji Tarutoko (aux Affaires intérieures et aux Communications). Noda donne également dans son administration un poids important à la faction des anciens démocrates socialistes, qui devient la plus représentée du gouvernement et cela même si son chef, Tatsuo Kawabata, n'est plus ministre. Cinq membres du Cabinet sont ainsi membres de cette faction, qui a joué un rôle important dans la réélection de Noda tout en permettant de faire le lien avec les partisans de Yukio Hatoyama dont ils sont généralement proches : Keishū Tanaka est nommé à la Justice, Kōriki Jōjima aux Finances, Wakio Mitsui prend en main la Santé, le Travail et les Affaires sociales, Tadamasa Kodaira est placé à la tête de la Commission nationale de sécurité publique et Ikkō Nakatsuka est chargé des Services financiers, de la Revitalisation du gouvernement, des mesures contre la Dénatalité et de l'Égalité sociale et des sexes. Mais les médias notent surtout la nomination à l'Éducation de l'ancienne ministre des Affaires étrangères de Jun'ichirō Koizumi et fille de l'ancien Premier ministre Kakuei Tanaka, Makiko Tanaka, connue pour son franc-parler, ses « qualités de communicante » (citées par Noda comme l'une des raisons de sa nomination), pour ses relations difficiles avec les hauts fonctionnaires et pour ses réseaux de relations entretenus avec les milieux dirigeants chinois,,.

#### Dissolution et élections anticipées
Comme promis au PLD et au Nouveau Kōmeitō pour obtenir leur vote en faveur de la réforme fiscale et de la sécurité sociale, et après avoir obtenu une nouvelle fois leur soutien pour faire passer quelques projets de loi (dont une autorisant l'émission d'obligations nécessaire pour financer le budget 2012), Yoshihiko Noda décide de dissoudre la Chambre des représentants le 16 septembre 2012. Par conséquent, des élections législatives sont convoquées pour le 16 décembre suivant. Cette décision provoque de nouveaux départs de députés du PDJ, qui perd ainsi sa majorité absolue à la fin de la législature.
Devancé dans les sondages par Shinzō Abe, en termes de préférence des personnes interrogées pour devenir le prochain Premier ministre, son parti est également en situation difficile dans les enquêtes d'opinions et est parfois devancé par l'Association pour la restauration du Japon (ARJ) de l'ancien gouverneur de Tokyo Shintarō Ishihara et du maire d'Osaka Tōru Hashimoto. Néanmoins, son retard est loin, à chaque fois, d'être important. Ainsi sa côte de soutien personnelle oscille entre 19 % dans un sondage du Yomiuri Shimbun mené du 23 au 25 novembre 2012 (arrivant alors derrière les 29 % d'Abe mais aussi les 22 % d'Ishihara) et 32,1 % % dans une précédente enquête menée par l'agence Kyodo News les 17 et 18 novembre 2012. D'autres sondages, menés aux mêmes périodes par d'autres grands titres de la presse nationale, montrent toutefois des écarts encore plus serrés entre le Premier ministre en exercice et le chef de l'opposition qui a toutefois toujours l'avantage (33 contre 31 % pour l’Asahi Shimbun les 15 et 16 novembre 2012, 33,9 contre 30 % pour l'agence Kyodo News les 24 et 25 novembre 2012). Pour ce qui est des intentions de vote par parti, le PDJ attire entre 8,4 % des personnes interrogés par Kyodo News les 24 et 25 novembre (contre 10,3 % à l'Association pour la restauration du Japon de Shintarō Ishihara et 18,7 % au PLD) et 16 % pour l’Asahi Shimbun des 15 et 16 novembre 2012 (contre 6 % à l'ARJ et 23 % au PLD, une autre enquête de l’Asahi des 24 et 25 novembre maintient le PDJ à 13 %, soit dix points de moins que le principal parti d'opposition mais quatre de plus que la formation de Shintarō Ishihara),,,.
Il prend pour slogan « Du mouvement, la détermination » (動かすのは、決断, Ugokasu no ha, ketsudan) et « Responsabilité pour aujourd'hui et pour demain » (今と未来への責任, Ima to mirai he no sekinin), et met en avant lors de la campagne son projet de participation rapide du Japon aux négociations du TPP (position qu'il rappelle lors d'une rencontre avec le président américain Barack Obama à Phnom Penh le 20 novembre 2012),,, la mise en place du plan envisagé par son administration pour une sortie du nucléaire civil d'ici aux années 2030 et l'adoption d'un important budget supplémentaire en 2013 (en matière de lutte contre les effets de la déflation, pour la stimulation de l'économie et la reconstruction du Tōhoku, alors que le gouvernement a adopté le 30 novembre 2012 un nouveau plan de relance, dont la préparation a été annoncée en octobre, de 880 milliards de yens ou 10,7 milliards de dollars américains, surtout dans les domaines de la santé, de l'agriculture ou pour financer des travaux publics dans les régions sinistrées de la catastrophe de 2011). De plus, concernant la déflation, il critique activement le projet mis en avant par Shinzō Abe et le PLD basé essentiellement sur des mesures de politique monétaire en imposant à la Banque du Japon (BoJ) un certain nombre de contraintes. Yoshihiko Noda estime ainsi l'objectif d'une inflation à 1 % fixé par la BoJ en février précédent plus « réaliste » et « acceptable » que les 2 ou 3 % demandés par les libéraux-démocrates, et s'oppose à leur proposition de pousser l'institution monétaire à acheter des obligations au gouvernement pour financer des grands travaux, déclarant à ce sujet : « Faire financer la dette publique par la BoJ est inapproprié. Je n'adopterai pas une telle politique ». Enfin, sur le plan de la politique étrangère, présenté par les médias comme le point faible de Noda, celui-ci tend à se démarquer vivement de Abe, qui a fait des questions de sécurité et diplomatiques un de ses chevaux de bataille avec un discours de fermeté voir de nationalisme. Il présente le PDJ comme le parti de la « diplomatie » et de la « défense raisonnable » face aux positions libérales-démocrates jugées « dangereuses ». Concernant le conflit territorial avec la république populaire de Chine pour les îles Senkaku, il déclare : « Il y a des problèmes concernant la souveraineté, les territoires et les eaux territoriales, mais nous devons rester sur la voie pacifique que nous avons suivie depuis la Seconde Guerre mondiale. […] Dans le même temps, nous devons répondre de manière apaisée, pragmatique et stratégique ».
Concernant les candidatures démocrates, Yoshihiko Noda a annoncé qu'il ne ferait « aucune exception » concernant l'interdiction fixée par le parti de présenter des « candidats héréditaires ». Pour lutter contre les dissidences, il demande de signer un document promettant de soutenir les politiques du parti pour obtenir l'investiture. L'ancien Premier ministre Yukio Hatoyama, lui-même un « député héréditaire » et suspendu des instances dirigeantes du PDJ pour avoir voté contre la réforme fiscale et de la sécurité sociale, déclare le 21 novembre 2012 qu'il n'a pas voulu signer ce document et qu'il renonce à se présenter aux élections législatives du 16 décembre suivant, annonçant de ce fait son retrait de la vie politique.
Son parti subissant une lourde défaite à ces élections, retombant à 57 sièges sur 480 (soit seulement trois de plus que l'ARJ, il annonce immédiatement, durant la soirée électorale, sa démission de la présidence du PDJ,. Il est, pour sa part, aisément réélu dans le 4e district de la préfecture de Chiba, avec 163 334 voix, soit 57,28 % des suffrages exprimés.

#### Suite des activités politiques
Noda rejoint le Parti démocrate constitutionnel en 2020. Il officialise sa candidature à la présidence du PDC en 2024, s'opposant notamment à Kenta Izumi, Yukio Edano et Harumi Yoshida. Sa candidature est notamment soutenue par Kazuma Nakatani et Makiko Kikuta.

## Positionnement politique
Yoshihiko Noda est un des principaux représentants de l'aile droite du PDJ. Libéral sur le plan économique, il n'a jamais caché qu'il n'avait aucune divergence de fond avec la politique de réforme structurelle, de privatisation et de déréglementation menée entre 2001 et 2006 par Jun'ichirō Koizumi et son ministre Heizō Takenaka, même si pour lui elle a été freinée par la bureaucratie et ne s'est pas assez soucié de la sécurisation du système de sécurité social. Conservateur fiscal, il veut réduire le déficit budgétaire en diminuant les dépenses et en envisageant d'augmenter la taxe sur la consommation pour financer le système de sécurité sociale, voire de l'ensemble des impôts pour faire face aux efforts de reconstruction après le séisme de la côte Pacifique du Tōhoku du 11 mars 2011. Il est également partisan d'une réforme de la Constitution du Japon afin d'y inclure le droit à l'auto-défense collective, est favorable à l'alliance avec les États-Unis tout en reconnaissant la nécessité de la rendre plus équilibrée et plus multilatérale (il s'est opposé, comme le reste du parti, à l'envoi de FAD en Irak) et à une attitude ferme à l'égard de la Corée du Nord et de la république populaire de Chine. Sur ces différents aspects, il partage donc les mêmes points de vue que son allié traditionnel Seiji Maehara. Mais, si ce dernier a toujours rejeté toute forme de nationalisme (il a ainsi voté contre les lois sur les symboles nationaux de 1999 et s'est opposé à toute visite d'homme politique en responsabilité au sanctuaire Yasukuni) et est plutôt libéral sur le plan social et sociétal, Noda est en revanche beaucoup plus conservateur sur ces questions. Il défend l'idée des visites au Yasukuni et s'est exprimé contre certaines prises de position pourtant généralement unanimement partagées au PDJ, dont surtout l'octroi du droit de vote aux étrangers résidents pour les élections locales, préférant à la place simplifier les procédures de naturalisation.